# Zonhoven
Zonhoven is een gemeente in het midden van de Belgische provincie Limburg. De gemeente ligt ten noorden van provinciehoofdstad Hasselt en grenst verder aan Houthalen-Helchteren, Genk en Heusden-Zolder. Het is een verstedelijkte woon- en werkgemeente in het randgebied van Hasselt. De gemeente behoort tot het kieskanton Hasselt en het gerechtelijk kanton Houthalen-Helchteren.
De gemeente telt ruim 21.000 inwoners op een oppervlakte van 39,34 km². Het dorpscentrum in het midden van de gemeente telt zo'n 11.000 inwoners. De overige bevolking woont verspreid over drie andere plaatsen: Halveweg, Terdonk en Termolen. Zonhoven heeft geen deelgemeenten.
Archeologische vondsten uit de periode 11.000 v.Chr. tot 5.000 v.Chr., waaronder de enige vaste prehistorische polijststeen van Vlaanderen, geven aan dat het grondgebied al vroeg werd bewoond. Van de middeleeuwen tot de vroegmoderne tijd behoorde Zonhoven samen met zijn buurtdorpen tot het Land van Vogelsanck. Sinds de komst van industrie in de 19e en 20e eeuw kent de gemeente een grote bevolkingstoename: tussen 1930 en 1980 verdrievoudigde de bevolking. Vooral de ijzerertswinning speelde een voorname rol in de Zonhovense economie.

## Toponymie
De plaatsnaam 'Zonhoven' betekent "waterrijk, laaggelegen (moeras)land dicht bij of aan de waterloop de Son". De huidige naam kwam mede tot stand door volksetymologie. Op een bepaald moment in de geschiedenis hadden de taalgebruikers geen weet meer van de oorspronkelijke betekenis van de oude naam Sonuwe. Zij interpreteerden de naam toen vrijelijk naar zijn woordvorm (son- klinkt als zon- en -uwe klinkt enigszins als -hoven) en kwamen zo uit op Zonhoven. Om de plaatsnaam te verklaren moet men luisteren naar de lokale uitspraak /sōnəvə/ en niet naar de schrijftaalvorm Zonhoven kijken.
Zonhoven wordt voor het eerst vermeld als Sonu(w)e in 1280. In de 14e eeuw komen de namen Sonuwe, Sonowe, Zonue, Zonuwe(n) en Zonow voor en in de 15e eeuw de namen Zonouwen en Zo(n)ewe. In 1527 vindt men de eerste vermelding van de naam Zonhoven terug in een verslag van de schepenbank. Later werd ook Sonhoven of Soenhoven als plaatsnaam gebruikt.
Het woorddeel zon- duidt op de Son. Dit is een oude benaming voor de Zonderikbeek, een beek die door Zonhoven stroomt en gedeeltelijk het landschap van de gemeente vormt, maar die bij Zonhovenaren eerder als de Roosterbeek bekendstaat. Anders dan de algemene opvatting slaat het eerste gedeelte in de plaatsnaam Zonhoven dus niet op de zon als ster. Als gevolg van dit misverstand hebben verschillende ondernemingen, scholen en sportverenigingen de voorvoegsels zon- of sun- in hun naam verwerkt, en de zon of een zonnewijzer in hun logo afgebeeld. Voorbeelden zijn basisschool De Zonnewijzer, het bier Zonderik, café 't Zonnehof en honkbalvereniging Sunville Tigers. Ook in het wapen en de vlag van Zonhoven is de zon verwerkt.
Het element -hoven gaat terug op -ouwe, dat "alluviaal land" betekent. Het verwijst naar de vallei van de Zonderikbeek. In het verleden vermoedde men dat -hoven verwees naar "hof", wat "hofstede" of "boerderij" betekent. Bijgevolg was "de hoeve van de familie Zon" een mogelijke verklaring voor de naam Zonhoven, maar deze verklaring is inmiddels verworpen.

## Geschiedenis

### Prehistorie
De vele archeologische vondsten uit de periode 11.000 v.Chr. tot 5.000 v.Chr., zoals polijststenen, stenen gebruiksvoorwerpen en voorhistorische wapens, geven aan dat het grondgebied van de gemeente Zonhoven al vroeg werd bewoond. Deze vondsten zijn uniek in Vlaanderen. In het natuurgebied de Teut vonden meermaals archeologische opgravingen in de buurt van De Holsteen plaats. Dit is de verzamelnaam voor acht grote, prehistorische zandstenen die in 1862 ontdekt werden. In de onmiddellijke omgeving van de stenen vond men heel wat oude voorwerpen, waaronder stekers, schrabbers en pijlpunten. Een van de acht stenen is de enige vaste polijststeen in Vlaanderen. Het levert het bewijs dat de mens de omgeving al heel vroeg bezocht.

### Land van Vogelsanck
Zonhoven behoorde vanaf de 11e eeuw tot het graafschap Loon. De toenmalige graaf Gerard van Loon stichtte een nieuwe heerlijkheid, het Land van Vogelsanck, waartoe aanvankelijk slechts de dorpen Zolder, Bolderberg, Stokrooie en Viversel behoorden. Het jachtgoed werd nadien uitgebreid met Zonhoven, Houthalen en het gebied Houweiken. De heerlijkheid stond onder het rechtstreekse gezag van de graven van Loon. Het Land van Vogelsanck heeft in zijn geschiedenis veel heren gekend die het gebied verkregen door schenking of als bruidsschat. Hendrik van Bastenaken was de eerste heer die grote interesse toonde in het gebied. Hij installeerde schepenbanken onder leiding van een schout en vaardigde de eerste privileges en schepenbankreglementen uit. Hij liet ook het kasteel Vogelsanck uitbouwen, dat niet ver van het Zonhovense gehucht Halveweg ligt. De dorpen werden alle onderworpen aan het Oppergerecht te Vliermaal. Zonhoven vormde een eenheid met de andere dorpen die deel uitmaakten van het Land van Vogelsanck, maar behield in grote mate zijn zelfstandigheid. De heerlijkheid werd een vrije baronie omstreeks 1600 waarvan Zonhoven tot aan het Franse bewind deel zou blijven uitmaken. Vanaf dan werden op de munten niet langer de namen van de dorpen geschreven, maar voortaan stond er de naam Vogelsanck.
Op 3 april 1490 vond de slag van Zonhoven plaats tussen Johan van Horne, de prins-bisschop van Luik, en Everhard van der Marck op de heide ten oosten van Zonhoven.
Het dorp Zonhoven telde van eind 15e eeuw tot eind 18e eeuw tien gehuchten: Berkenen, Dorp, Engstegen, Heuven, Kolveren, Oppelsen, Teneikenen, Terdonk, Termolen en Waard. Dit zijn de tien oudste nederzettingen binnen de huidige gemeente. De tien gehuchten vormden vijf heerwagens: Oppelsen-Termolen, Heuven-Terdonk, Dorp-Engstegen, Kolveren-Teneikenen en Berkenen-Waard. Binnen elke heerwagen vertegenwoordigden twee tienmannen de twee gehuchten waaruit de heerwagens bestonden. De tienmannen werden afwisselend jaarlijks verkozen voor een periode van twee jaar.
In 1795, bij de oprichting van de gemeenten door het Directoire, ontstonden uit het Land van Vogelsanck de gemeenten Zolder, Zonhoven en Houthalen. Houweiken werd samengevoegd met het noordelijke deel van Heusden onder die laatste naam. Waterschei ging deel uitmaken van de gemeente Genk en Nieuwdorp werd een onderdeel van de gemeente Peer. De familie de Villenfagne behield het kasteel en ruim 1.000 hectare van het domein, waaronder een Zonhovens deel.

### Grenstwisten met Hasselt

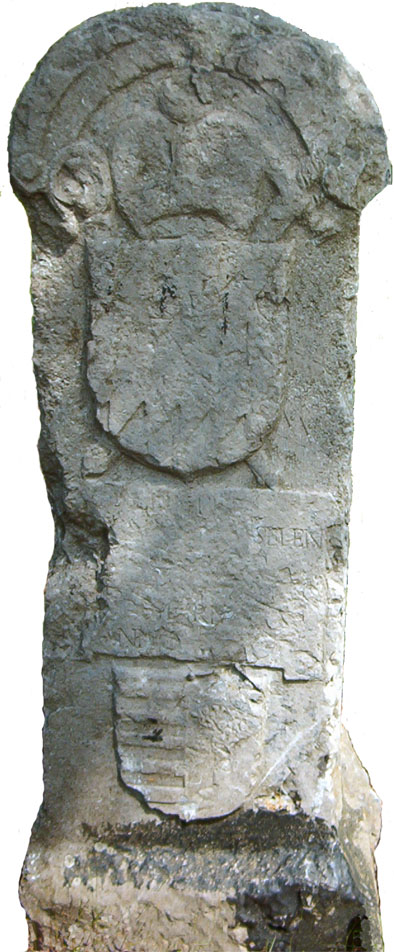
Grenspaal geplaatst in 1666 met de tekst "Zonhovenaren niet verder onder lijfstraf"

In 1330 schonk Lodewijk IV van Loon de heidegronden tussen Zonhoven en Hasselt aan de stad Hasselt met de bepaling dat de grens ging tot "waar men gewoon was te weiden met de beesten". Zonhoven was van oordeel dat de heidegronden, die een grote economische waarde hadden, nooit aan de graaf hadden toebehoord en dat hij ze dus niet kon schenken. Dit leidde tot felle grenstwisten tussen de Goede Stad Hasselt en Zonhoven die honderden jaren zouden aanslepen. Het conflict leidde tot zware vernielingen, aanvallen, arrestaties, een dode en langdurige processen voor het Loonse hooggerechtshof en de Luikse schepenbank. Zowel Hasselt als Zonhoven werden veroordeeld tot boetes en teruggaven van land. Ondanks de vele vonnissen liepen de gemoederen hoog op en werden in de 16e eeuw tientallen conflicten en processen gevoerd.
Na nieuwe schermutselingen beval de toenmalige prins-bisschop van Luik, Maximiliaan Hendrik van Beieren, op 23 juli 1666 de oprichting van 21 arduinen grenspalen om de grens definitief af te bakenen. Tot op heden zijn drie van deze paalstenen overgebleven en staat een van deze stenen, de Paalsteen, op zijn oorspronkelijke plaats, niet ver van Kuringen. De twee andere overgebleven exemplaren staan achter de Sint-Quintinuskerk en het oud-gemeentehuis in het dorpscentrum van Zonhoven en in het Openluchtmuseum Bokrijk in Genk. De grenspalen bleken echter niet te helpen, want inwoners rukten de palen uit. Een jaar later werden nieuwe paalstenen geplaatst. Opnieuw werden langdurige processen gevoerd en de prins-bisschop zag zich zelfs verplicht om een militair detachement te zenden om de gemoederen te bedaren. In 1761 bracht een groep van ongeveer 600 Zonhovenaren opnieuw zware vernielingen aan omdat Hasselt stukken grond had verkocht uit het betwiste gebied.
In 1811 kwam het tot een minnelijke schikking: de betwiste gronden bleven administratief bij Hasselt, maar de gemeente Zonhoven werd eigenaar. In 1822 kavelden de gemeenten nog een aantal gebieden en, om de bereikbaarheid van de Zonhovense eigendommen op Hasselts grondgebied te garanderen, verbond Hasselt er zich toe om een weg aan te leggen langs de oostgrens ervan (de huidige Zavelvennestraat). Deze toestand bestaat anno 2018 nog steeds: zo zijn de gronden van het Vliegveld Kiewit en omgeving, die administratief tot Hasselt behoren, nog steeds eigendom van de gemeente Zonhoven.

### Vroegmoderne tijd

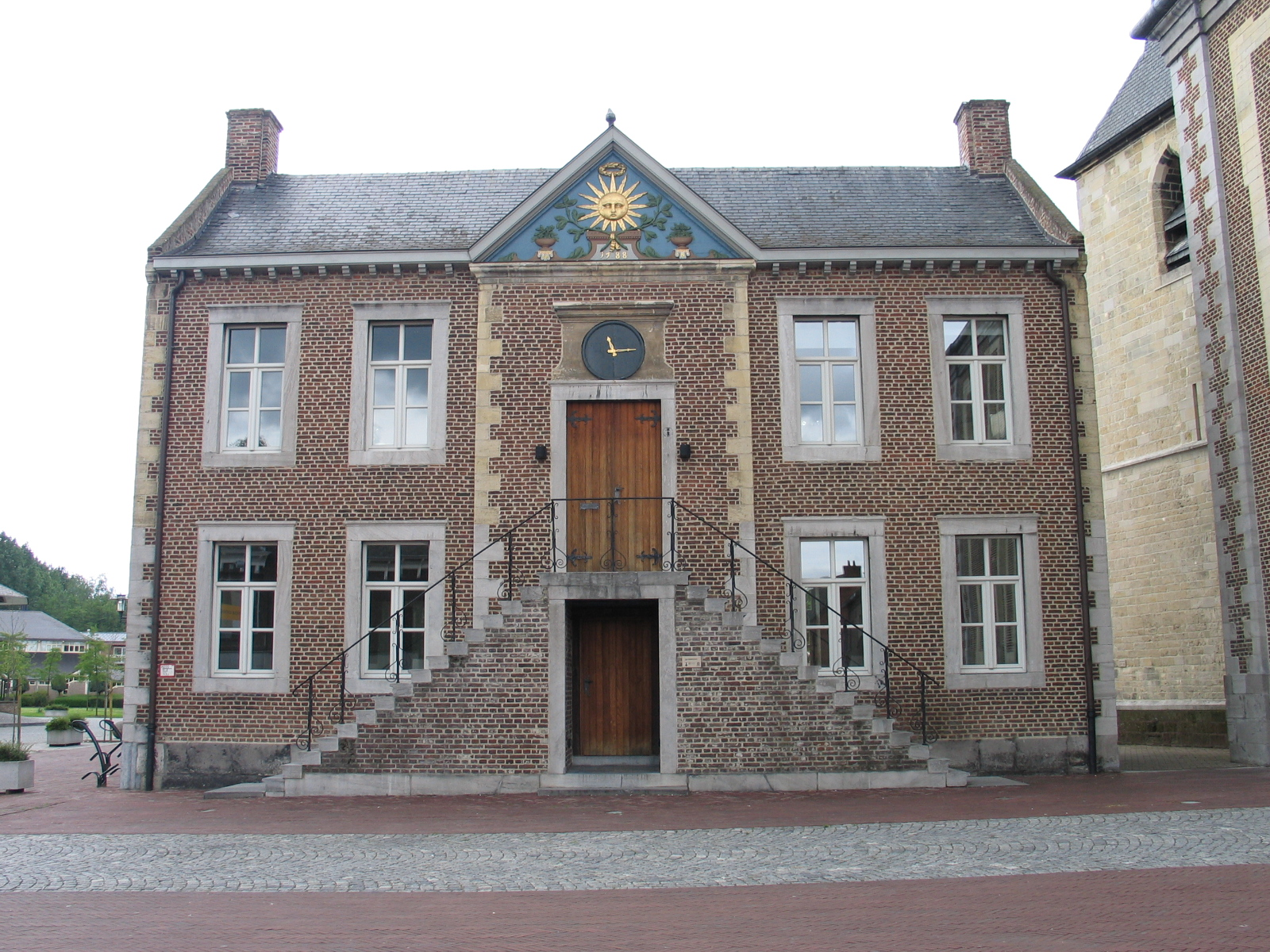
Oud classicistisch gemeentehuis van Zonhoven

In de 16e en 17e eeuw trokken meermaals legertroepen door Zonhoven. De gemeente werd geteisterd door onder meer de Tachtigjarige Oorlog, de Hollandse Oorlog en de Spaanse Successieoorlog. Legeraanvoerders zoals Willem III van Oranje en Louis-François de Boufflers passeerden Zonhoven of namen er intrek. De inwoners richtten ter bescherming diverse schansen op die over de volledige gemeente verspreid lagen. Elk van de vijf heerwagens van Zonhoven beschikte over een grote schans. Deze waren de Brelaarschans, Engstegenschans, Kolverenschans, Molenschans en Vrankenschans. De schansen deden ook dienst tijdens de Franse Revolutie en de Tiendaagse Veldtocht.
In de 18e eeuw ontwikkelde de weefindustrie en bloeide de landbouw vooral in het oosten van de gemeente. In Zonhoven werden boekweit, gerst, haver, hennep, koolzaad, rogge en vlas geteeld. De geplande aanleg van de weg Hasselt-Eindhoven, die oorspronkelijk door de hennepvelden zou lopen, stootte op hevige weerstand bij de bevolking van Zonhoven. Op 15 december 1764 kwam Zonhoven met het prinsbisdom Luik overeen dat de weg de Zonhovense dorpskom zou kruisen en dat Zonhoven alle kosten op zich zou nemen.
In de 19e eeuw ging de weefindustrie sterk achteruit, en ook de landbouw kwam niet van de grond. Het inwoneraantal stagneerde lange tijd.
Tijdens de Franse Revolutie overspoelden soldaten van de Nationale Garde Zonhoven. De priester Pieter Daniëls bood verzet tegen de Fransen, maar zij namen hem gevangen in het huis De Franse Kroon, waar hij tijdens een ontsnappingspoging gedood werd. De huidige gemeente Zonhoven ontstond in 1795, maar betaalde immense belastingen aan de Franse bezetter. Het was ook tijdens deze periode dat de registers van de burgerlijke stand beginnen en de huizen van Zonhoven een huisnummer toegewezen kregen.
Op 18 november 1833 sloten Nederland en België het Verdrag van Zonhoven in De Franse Kroon. Het verdrag is historisch omdat het tot stand kwam nog vóór koning Willem I van Nederland het Koninkrijk België erkend had. Het Verdrag van Zonhoven regelde de communicatie met Maastricht.

### Moderne tijd
Zonhoven begon eind 19e eeuw en begin 20e eeuw sterk te groeien. Er ontstond plaatselijke nijverheid, met name een ijzermijn, enkele sigarenfabrieken met elk meer dan honderd werknemers en fabrieken in de metaalnijverheid en voedingsindustrie. Het inwoneraantal begon stilaan te groeien. De grote ommekeer kwam er met start van de steenkoolmijnen in de Zonhovense buurgemeenten. Vele inwoners vonden werk in de mijnen van Houthalen, Zolder en Winterslag.
Tijdens de Tweede Wereldoorlog werd Zonhoven bezet door Duitse troepen die te paard binnenreden. De gemeente werd op 9 september 1944 bevrijd. Na deze bevrijding vestigde Bernard Montgomery, opperbevelhebber van het Britse leger, gedurende drie maanden zijn hoofdkwartier in Zonhoven. Hij ontving er onder meer Dwight D. Eisenhower.
Na de oorlog vestigden zich veel kleine industriële bedrijven in Zonhoven, waarvan er vele een plaats vonden op bedrijventerrein De Waerde in de buurtschap Waard. De bevolking groeide snel. Tussen 1930 en 1980 verdrievoudigde de bevolking.
Ter gelegenheid van de gemeentelijke herverdeling in 1977 werden er enkele grenswijzigingen uitgevoerd met de buurgemeenten Zolder en Houthalen. Deze hielden verband met de eerdere aanleg van de autosnelweg E314, waardoor er gebieden afgesneden werden. Zonhoven verkreeg de gronden ten zuiden van de weg en stond de gebieden ten noorden ervan af. In totaal verkreeg Zonhoven 8,35 km² met 520 inwoners van deze buurgemeenten.

## Geografie

### Topografische ligging
Zonhoven ligt in het midden van Limburg. Het is een verstedelijkte randgemeente van de bipool Hasselt-Genk, beide Euregiosteden. De gemeente Zonhoven heeft een oppervlakte van 39,34 km².
De gemeente heeft vier buurgemeenten. In het noorden vormt de A2-E314 de scheidingslijn met Houthalen-Helchteren. In het oosten loopt de grens met Genk achter het natuurgebied de Teut en in het zuidoosten ligt het Provinciaal Domein Bokrijk, dat op het grondgebied van Genk ligt. In het zuiden vormt de Slangbeek gedeeltelijk de grens met Hasselt. Ten slotte grenst Zonhoven in het westen en noordwesten aan de gemeente Heusden-Zolder. Hier loopt de grens dwars door het Vijvergebied Midden-Limburg richting het Kasteel Vogelsanck, dat in Heusden-Zolder ligt. De dichtstbij gelegen kernen zijn Houthalen en Meulenberg in het noorden, Winterslag in het oosten, Kiewit in het zuiden, Bolderberg in het westen en Zolder in het noordwesten.
Het geografisch middelpunt van de provincie Limburg ligt ten oosten van het Zonhovense woongebied. Dit punt bevindt zich op het heidegebied Molenheide, een voormalig militair domein, niet ver van het gehucht Termolen en nabij de grens met Genk. Op het punt (50° 59' 5" NB 5° 26' O.L.) bouwde de gemeente een wachttoren.

### Geologie en landschap

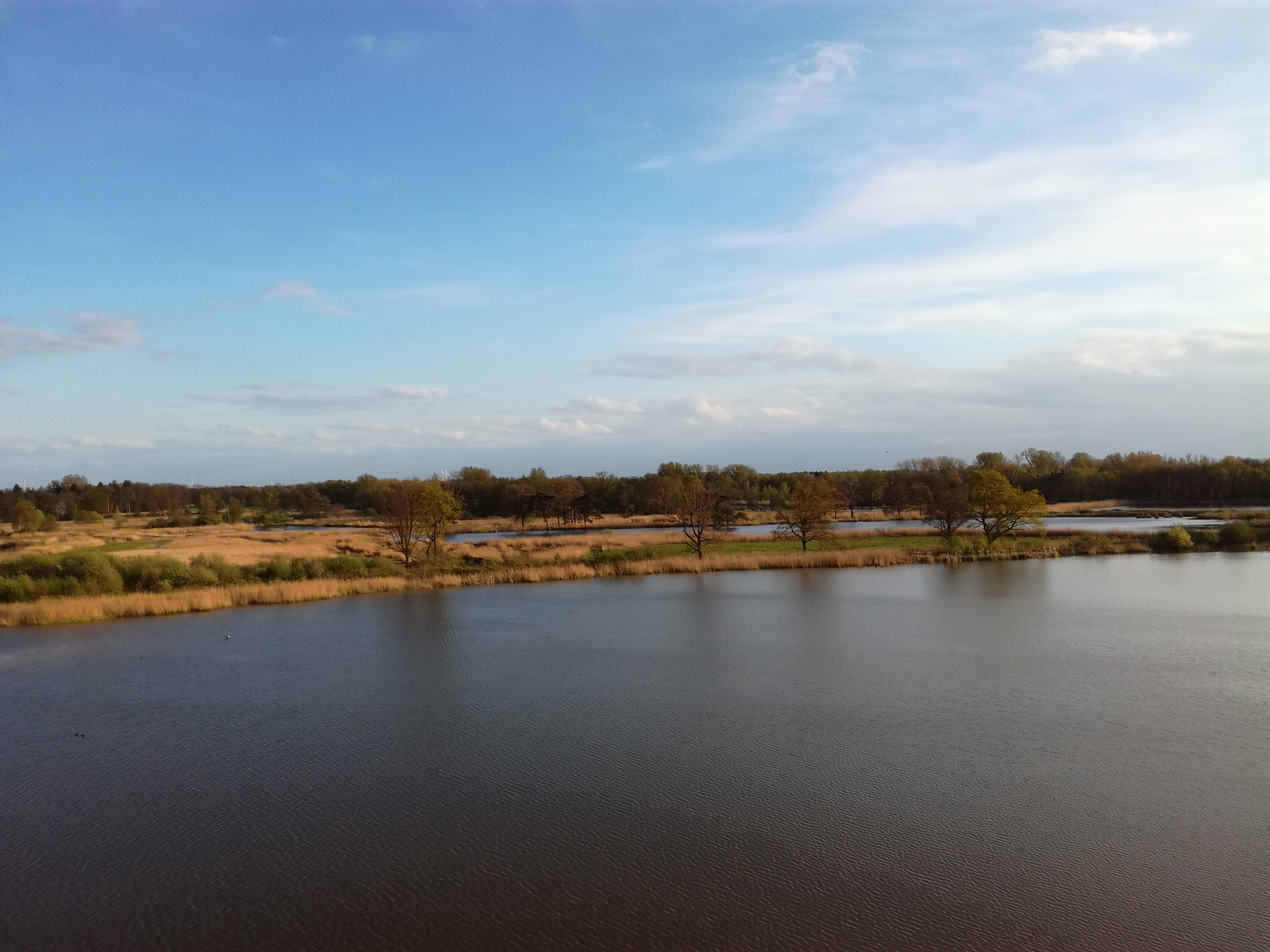
De Platwijers vanaf de uitkijktoren

De Laambeek in het noorden van Zonhoven

Zonhoven ligt in het Kempens steenkoolbekken. In Zonhoven was geen mijnzetel, maar de steenkool uit het Westfaliaan onder de gemeente werd vanuit de naburige steenkoolmijnen van Houthalen en Zolder ontgonnen. Op de steenkoollagen ligt het Krijt met daarboven het Tertiair. Twee geologische formaties van miocene ouderdom zijn van belang in Zonhoven. De Formatie van Bolderberg (Burdigaliaan, 16-20 miljoen jaar oud) wordt in Zonhoven aangetroffen als verkitte witte zandsteen bij De Holsteen. De zanden van de Formatie van Diest (Messiniaan 5,3-7,3 miljoen jaar oud) zijn in de Kempen geconsolideerd tot ijzerzandsteen, dat in Zonhoven secundair verweerde tot ijzeroer wat als ijzererts werd gewonnen. Hierdoor zijn er grote vijvers in de gemeente ontstaan.
Zonhoven behoort tot de Kempen. Het natuurgebied de Teut in het noordoostelijke deel van de gemeente behoort tot het Limburgs Hoogplateau. Op de Teut liggen enkele kleine en middelgrote vijvers. Het zuidelijk deel van de Teut wordt Molenheide genoemd. De Teut wordt getypeerd door heidelandschappen en kunstmatige bebossing. De ondergrond bestaat uit zand en er zijn niveauverschillen van tientallen meters. Het hoogste punt van Zonhoven, op de Molenheide, bevindt zich 78 meter boven zeeniveau.
Het niveau daalt tot 30-35 meter in zuidwestelijke richting tot in het Vijvergebied Midden-Limburg, dat tot de Demervallei behoort. Dit gebied is zeer bosrijk en vormt het grootste aaneengesloten vijvergebied van België. De vijvers worden gebruikt voor commerciële visteelt. De Platwijers is een natuurreservaat in dit gebied en tevens de benaming voor het Zonhovense gedeelte ervan. Dit westelijke gedeelte van Zonhoven heeft een zandleemachtige ondergrond.
Drie valleien doorsnijden de hellende zandbodem van Zonhoven: de vallei van de Laambeek in het noorden, die van de Zonderikbeek in het midden en die van de Slangbeek in het zuiden. De Laambeek en Slangbeek vormen voor enkele kilometers de grens van Zonhoven met respectievelijk Houthalen-Helchteren en Hasselt. De Zonderikbeek staat bij Zonhovenaren bekend als de Roosterbeek. Deze beek ontspringt tussen Houthalen-Oost en Zwartberg en stroomt door de Teut. In het centrum van Zonhoven is ze overwelfd. Ze vormt ook deels de grens tussen de gehuchten Halveweg en Terdonk. De drie waterlopen monden alle in de Demer uit en maken deel uit van het stroomgebied van de Schelde.

### Natuurgebieden

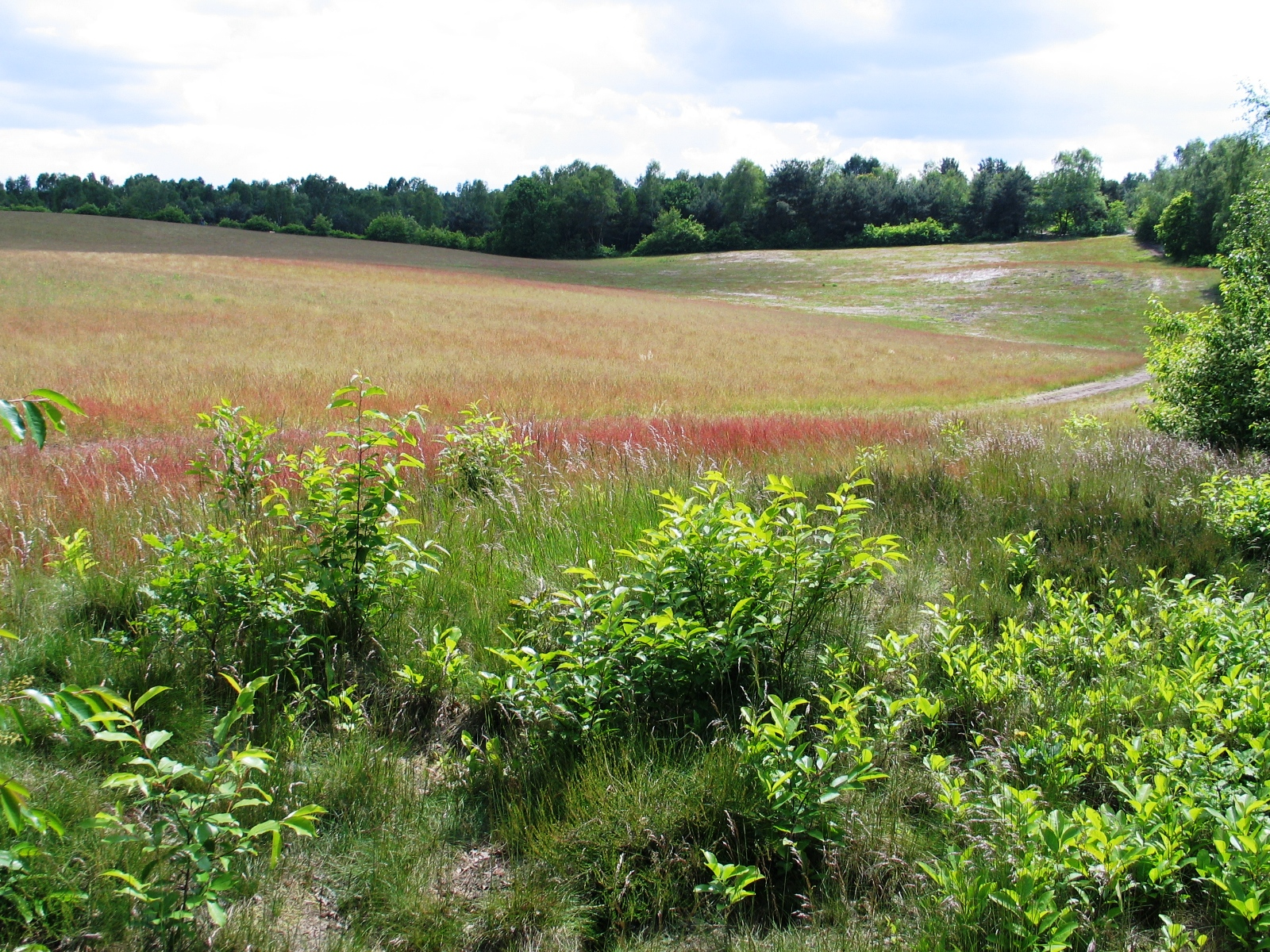
Het natuurreservaat Teut

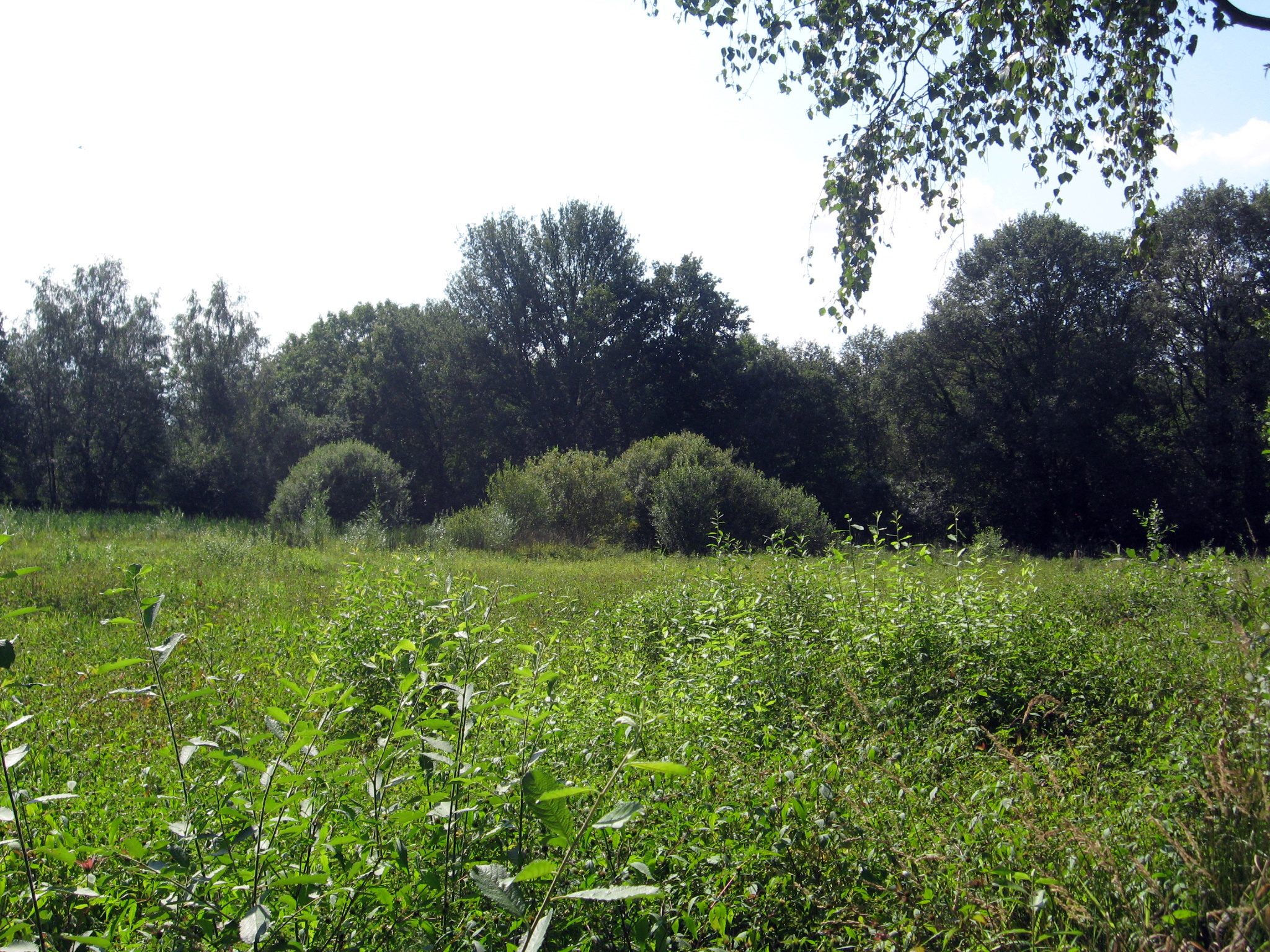
De weidelandschappen van het Welleke in Zonhoven

De dorpskern van Zonhoven is grotendeels omgeven door natuur, voornamelijk in de vorm van vijver- en heidegebieden. Meer dan 40 procent van de gemeenteoppervlakte is een beschermd landschap of een erkend natuurreservaat.
Het grootste natuurgebied is de Teut, dat gevormd wordt door de valleien van de Laambeek en Roosterbeek met daartussen de meest westelijke uitloper van het Kempens Plateau. De Teut heeft een oppervlakte van ruim 600 hectare en wordt gekenmerkt door vennen, vijvers, heidevelden en dennenbossen met een typische plantengroei en talrijke broedvogels. Er zijn verschillende wandel- en mountainbikeroutes uitgestippeld die vrij toegankelijk zijn. Op de Teut bevond zich tot eind jaren 90 een militair domein. Het Limburgse mijnverleden is ook duidelijk aanwezig op de Teut. Ten tijde van de Kempense mijnzetels werden op de Teut naaldbomen geplant. Deze kunstmatige bebossing maakt nog steeds grote delen van de Teut uit. Het toeristische fietspad over de Teut loopt bovendien over het traject van een oud kolenspoor. De A2-E314 scheidt de Teut van het heidegebied Tenhaagdoornheide in Houthalen, dat ten noorden van de autosnelweg ligt. Een ecotunnel onder de autosnelweg verbindt beide gebieden. De Teut en Tenhaagdoornheide vormen samen het grootste heidegebied van de provincie. De Teut werd als natuurreservaat opgericht en beschermd in 1976 en uitgebreid in 1979. Het beschermde landschap Molenheide behoort sinds 2006 tot het natuurgebied Teut.
Naast de Teut kent Zonhoven andere kleinere natuurgebieden. Het natuurreservaat Platwijers in het zuidwesten, met een grootte van 101 hectare, is eveneens in 1976 opgericht en beschermd. Het bestaat hoofdzakelijk uit visvijvers en weilanden en is een pleister- en broedplaats voor watervogels. Delen ervan zijn afgesloten voor wandelaars, maar de aangelegde wandelpaden zijn vrij toegankelijk en er zijn wandelroutes uitgestippeld. Ten noorden van de Platwijers bevindt zicht Wijvenheide. Dit is een reservaat in de vallei van de Roosterbeek in het westen van Zonhoven dat voornamelijk uit visvijvers bestaat. In 2015 opende in dit gebied een uitkijktoren. Natuurpunt beheert deze natuurgebieden, die deel uitmaken van het Vijvergebied Midden-Limburg, het grootste aaneengesloten vijvergebied van België. Dit vijvergebied maakt zelf onderdeel uit van de landschappelijke eenheid De Wijers in de Lage Kempen met een totaal van 1.175 vijvers en een wateroppervlakte van 700 hectare.
In het noorden ligt Kolveren. Het Welleke is een beschermd landschap ten zuiden van Zonhoven, het kleinste van alle natuurgebieden in de gemeente. Dit reservaat omvat de Wellekevijver en weidelandschappen, maar is niet toegankelijk. Ten slotte kent Zonhoven het natuurgebied Slangebeekbron, dat bestaat uit twee vijvers: de Slangbeekbron en de Ballewijer, waar de Slangbeek ontspringt. Dit gebied is beperkt toegankelijk doordat de vijvers zich te midden van woonwijken bevinden.
Tussen de N74 en de dorpskern van Zonhoven ligt het park Den Dijk. Het park opende in 2011 en omvat onder meer een grote vijver en het Lotje-wandelpad. De grote evenemenenthal van Zonhoven ligt aan de rand van dit park. Op 11 november wordt in park Den Dijk jaarlijks het Hololool-vuurfestival georganiseerd.

## Demografie
Zonhoven heeft 21.237 inwoners per 1 januari 2019. Hiermee is Zonhoven de dertiende gemeente van de provincie Limburg en de 140e gemeente van België. De gemeente heeft minder inwoners dan zijn buurgemeenten. Van de vier gehuchten waaruit Zonhoven bestaat, is het centrum het meest bevolkt, gevolgd door Termolen.

### Kernen
Zonhoven heeft geen deelgemeenten. Het is qua inwoneraantal de dertiende gemeente in het Vlaams Gewest zonder deelgemeenten.
Wel zijn er vier kernen binnen de gemeentegrenzen. In het midden van de gemeente ligt de grote bebouwde kom van het dorpscentrum, die plaats biedt aan de meeste winkels en horecazaken. Als gevolg van lintbebouwing zijn de overige plaatsen zo goed als volledig aan elkaar gegroeid. Deze gehuchten zijn Halveweg, Terdonk en Termolen. De N74 scheidt deze eerste twee, die in het westen van de gemeente liggen, af van het centrum. Termolen ligt ten oosten van het dorpscentrum en is de grootste van de kernen qua oppervlakte. Deze vier plaatsen vormen de basis voor gelijknamige parochies van het bisdom Hasselt.
Verder zijn er de kleinere plaatsen Berkenen, Kolveren, Teneikenen en Waard. In tegenstelling tot de vier bovenstaande gehuchten vormen zij geen parochies, maar kleine buurtschappen. Waard ligt in het noordoosten van Zonhoven aan de grens met de Teut en ten noorden van het gelijknamige bedrijventerrein. Ten westen van Waard ligt Berkenen. Aan de andere kant van de N74 liggen de plaatsen Teneikenen en Kolveren. Zij zijn omgeven door natuurgebieden.
De gemeentelijke herindeling van 1977 legde de huidige gemeentegrens vast. Delen van buurgemeenten Houthalen en Zolder werden aan het Zonhovense grondgebied toegevoegd.
| #        | Naam     | Oppervlakte (km²) | Inwoners (31-12-2016) | Dichtheid (inw./km²) |
| -------- | -------- | ----------------- | --------------------- | -------------------- |
| I        | Centrum  | 12,79             | 11.359                | 888                  |
| II       | Termolen | 13,68             | 3.889                 | 284                  |
| III      | Halveweg | 8,46              | 3.455                 | 408                  |
| IV       | Terdonk  | 4,41              | 2.568                 | 582                  |
| Zonhoven | Zonhoven | 39,34             | 21.271                | 541                  |

### Samenstelling
In 2017 zag de leeftijdsopbouw er als volgt uit; 21,3% was 19 jaar of jonger. De groep 20- tot en met 59-jarigen vormde 53,4% van de totale bevolking. 25,3% van de inwoners was 60 jaar of ouder. Deze percentages sluiten dicht aan bij de Limburgse gemiddelden van respectievelijk 20,7%; 53,2% en 26,0%, al zijn er meer ouderen en minder jongeren woonachtig in Zonhoven. In 2017 bedroeg de geslachtsverhouding van de Zonhovense bevolking 49,4% mannen tegenover 50,6% vrouwen. Het aantal huishoudens lag datzelfde jaar op 8.578, wat neerkwam op 2,46 personen per huishouden. 9,9% van de bevolking werd gevormd door eenpersoonshuishoudens.
In 2016 was 3,9% van de inwoners niet in het bezit van de Belgische nationaliteit, tegenover 9,7% in de provincie Limburg. Van deze groep waren 192 personen, oftewel 23,2% van het totaal aantal niet-Belgen, in het bezit van de Nederlandse nationaliteit. Deze cijfers geven echter geen informatie over de afkomst van de inwoners. Volgens cijfers uit 2016 was 15,2% van de Zonhovense bevolking van niet-Belgische herkomst, tegenover 25,5% voor de provincie Limburg. Na de Nederlandse nationaliteit bezitten de niet-Belgen woonachtig in Zonhoven het meest de Italiaanse, Poolse, Spaanse en Turkse nationaliteit.

### Demografische ontwikkeling
De oudst bewaard gebleven volkstelling in Zonhoven dateert van 1796. Dat jaar telde Zonhoven 2284 inwoners. Met uitzondering van enkele kleine stijgingen en dalingen bleef het bevolkingsaantal van de gemeente Zonhoven gelijk in de 19e eeuw. De bevolkingsomvang bereikte de kaap van 3.000 inwoners niet voor 1900, maar sindsdien is het inwoneraantal enorm toegenomen. Tussen 1930 en 1980 verdrievoudigde de bevolking. Deze stijging is te wijten aan de komst van industriële bedrijven in Zonhoven en aan de komst van steenkoolmijnen in de buurgemeenten in de 20e eeuw.
In tegenstelling tot veel Belgische gemeenten is Zonhoven in de jaren 70 niet gefuseerd met andere gemeenten, maar in 1977 verkreeg de gemeente 8,35 km² bijkomend grondgebied van Houthalen en Zolder. Als gevolg hiervan steeg het inwonertal van Zonhoven met 520 personen. Ook hierna bleef de bevolking toenemen. In 2006 bereikte de gemeente de kaap van 20.000 inwoners. Per 1 januari 2017 heeft Zonhoven 21.269 inwoners, een daling ten opzichte van het jaar ervoor. Deze daling is de eerste bevolkingsafname sinds de Tweede Wereldoorlog.
- Bron: NIS
- Opmerking: 1831 t/m 1981 = volkstellingen; vanaf 1981 = inwoneraantal per 1 januari
- Opmerking: 1977 = aanhechting van gebiedsdelen van Houthalen en Zolder (+ 8,35 km² met 520 inwoners)
- Opmerking: De cijfers sinds 1977 (donkerblauw) hebben betrekking op de huidige gemeente zoals ontstaan na de aanhechting van gebiedsdelen van 1 januari 1977.

| Inwoners van jaar tot jaar op 1 januari 1992 tot heden | Inwoners van jaar tot jaar op 1 januari 1992 tot heden | Inwoners van jaar tot jaar op 1 januari 1992 tot heden |
| jaar                                                   | Aantal                                                 | Evolutie: 1992=index 100                               |
| ------------------------------------------------------ | ------------------------------------------------------ | ------------------------------------------------------ |
| 1992                                                   | 17.592                                                 | 100,0                                                  |
| 1993                                                   | 17.912                                                 | 101,8                                                  |
| 1994                                                   | 18.159                                                 | 103,2                                                  |
| 1995                                                   | 18.242                                                 | 103,7                                                  |
| 1996                                                   | 18.428                                                 | 104,8                                                  |
| 1997                                                   | 18.663                                                 | 106,1                                                  |
| 1998                                                   | 18.790                                                 | 106,8                                                  |
| 1999                                                   | 18.908                                                 | 107,5                                                  |
| 2000                                                   | 18.940                                                 | 107,7                                                  |
| 2001                                                   | 19.172                                                 | 109,0                                                  |
| 2002                                                   | 19.317                                                 | 109,8                                                  |
| 2003                                                   | 19.521                                                 | 111,0                                                  |
| 2004                                                   | 19.649                                                 | 111,7                                                  |
| 2005                                                   | 19.693                                                 | 111,9                                                  |
| 2006                                                   | 19.901                                                 | 113,1                                                  |
| 2007                                                   | 20.060                                                 | 114,0                                                  |
| 2008                                                   | 20.300                                                 | 115,4                                                  |
| 2009                                                   | 20.469                                                 | 116,4                                                  |
| 2010                                                   | 20.570                                                 | 116,9                                                  |
| 2011                                                   | 20.816                                                 | 118,3                                                  |
| 2012                                                   | 20.887                                                 | 118,7                                                  |
| 2013                                                   | 21.022                                                 | 119,5                                                  |
| 2014                                                   | 21.139                                                 | 120,2                                                  |
| 2015                                                   | 21.195                                                 | 120,5                                                  |
| 2016                                                   | 21.276                                                 | 120,9                                                  |
| 2017                                                   | 21.269                                                 | 120,9                                                  |
| 2018                                                   | 21.214                                                 | 120,6                                                  |
| 2019                                                   | 21.237                                                 | 120,7                                                  |
| 2020                                                   | 21.327                                                 | 121,2                                                  |
| 2021                                                   | 21.339                                                 | 121,3                                                  |
| 2022                                                   | 21.473                                                 | 122,1                                                  |
| 2023                                                   | 21.653                                                 | 123,1                                                  |
| 2024                                                   | 21.845                                                 | 124,2                                                  |
| 2025                                                   | 21.923                                                 | 124,6                                                  |

## Cultuur

### Bezienswaardigheden
Religieuze bouwwerken

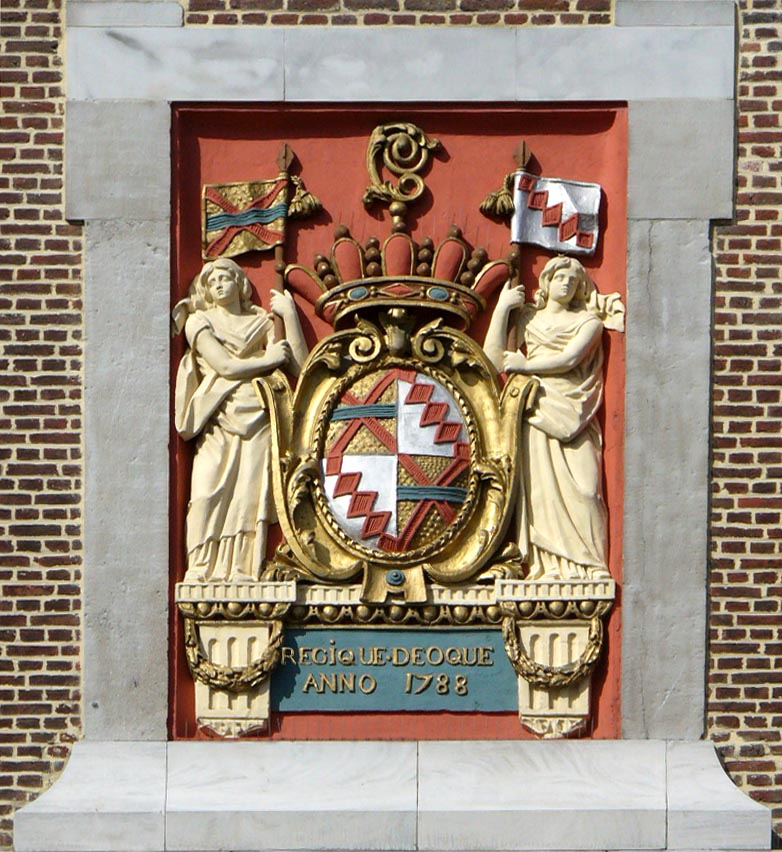
Wapenschild van Augustina van Hamme, abdis van Herkenrode, en haar spreuk Regique Deoque (Voor Koning en God) boven de ingang van de Sint-Quintinuskerk

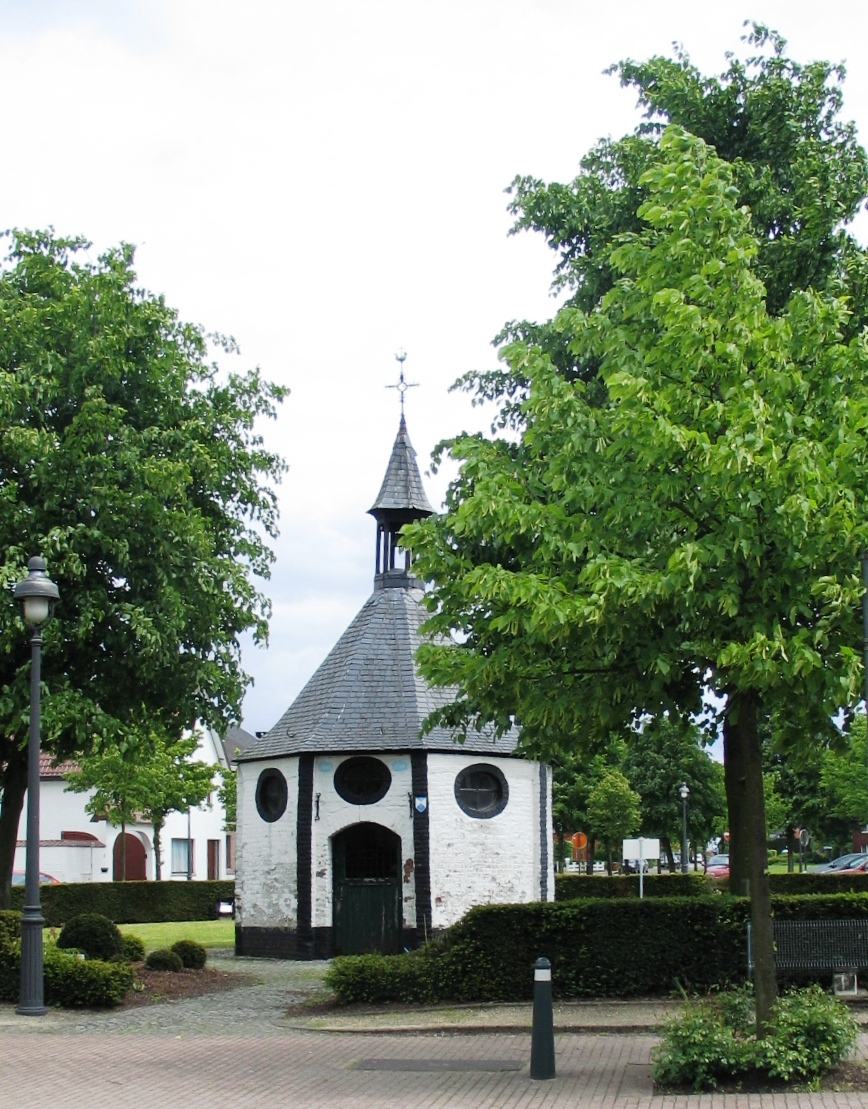
De Kapel van de Heuven uit het einde van de 18e eeuw

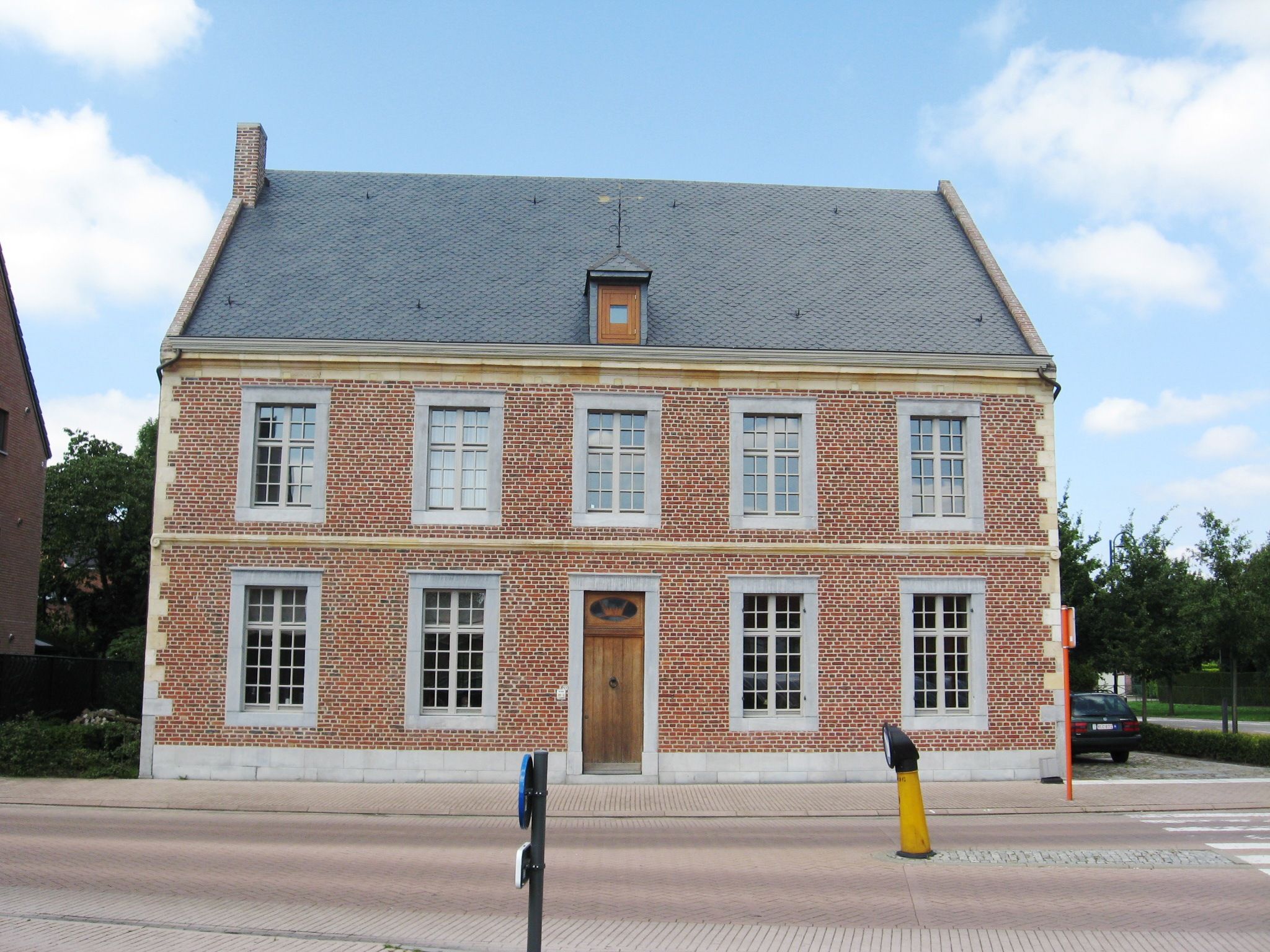
Het huis De Franse Kroon waar het Verdrag van Zonhoven werd getekend

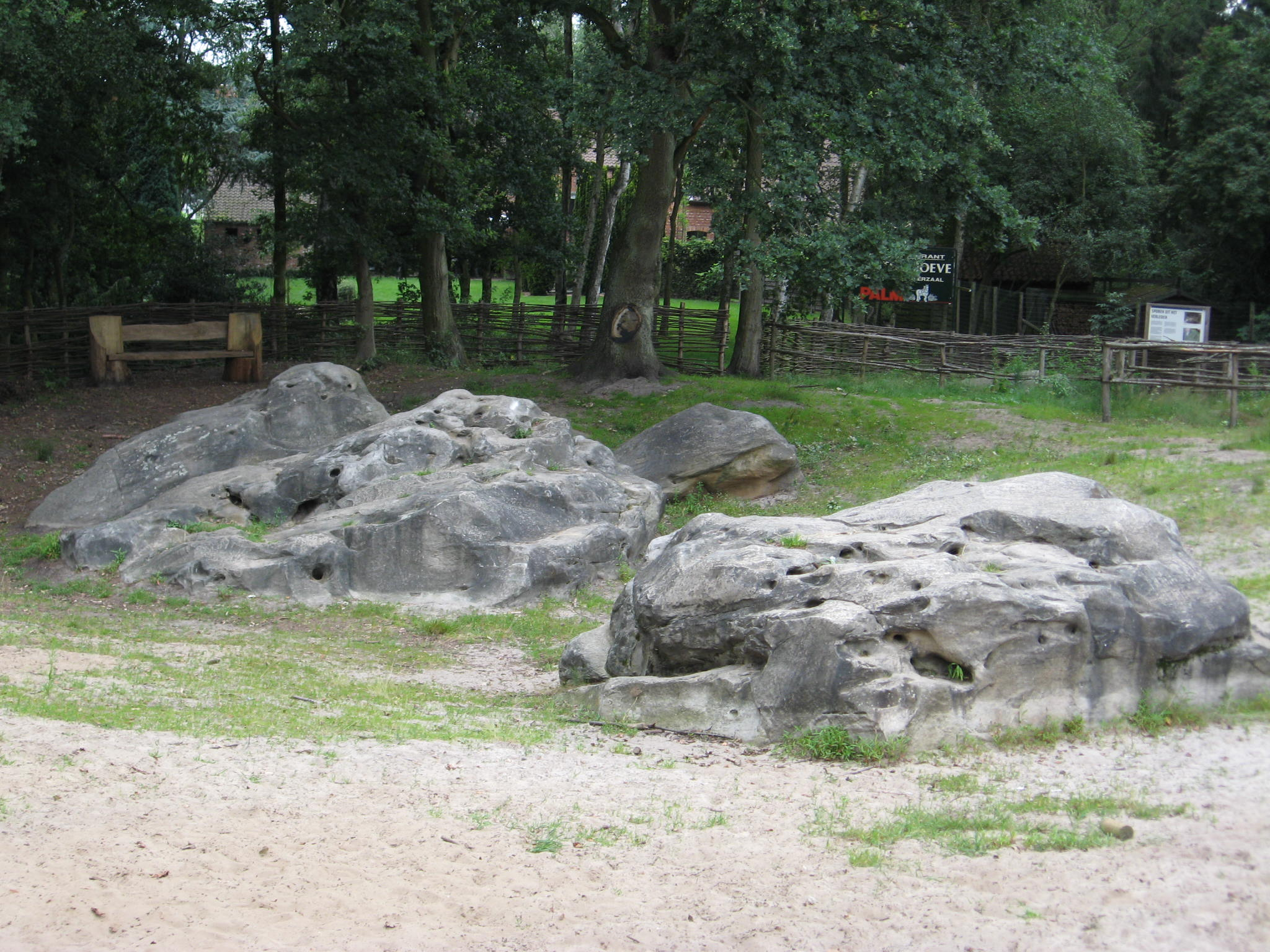
De Holsteen, prehistorische zandstenen om voorwerpen te polijsten

De classicistische Sint-Quintinuskerk is de hoofdkerk van Zonhoven. De kerk is tussen 1785 en 1788 gebouwd in opdracht van Augustina van Hamme, abdis van Herkenrode. Haar wapenschild staat boven de ingang. Het interieur is eveneens classicistisch. De vroeggotische kerktoren, die niet ten laste was van de tiendheffers, maar van de parochiegemeenschap (de gemeente), bleef in zijn oude vorm staan. Hij stamt uit de eerste helft van de 14e eeuw en staat naast de kerk. In de toren hangt een klok uit 1443 en in de doopkapel onderaan de toren bevindt zich een romaanse doopvont uit de 12e eeuw. De toren en de voorgevel van de kerk zijn beschermd sinds 1949 en de kerk in haar geheel sinds 1983. In de kerk staat een Robustelly-orgel waarvan het oudste gedeelte gebouwd is in 1664. Met 2.446 pijpen en veertig registers is dit orgel het op een na grootste van de provincie. In het orgel, afkomstig uit de abdij van Val-Saint-Lambert, zijn nog enkele originele registers te vinden.
Naast de hoofdkerk van Zonhoven zijn er nog drie andere parochiekerken. De Sint-Jozefskerk in Halveweg is in 1971 gebouwd nadat een hevige brand in 1968 de oude kerk verwoestte. De Maagd der Armenkerk in Termolen is opgetrokken in modern-gotische stijl. De modernistische Sint-Eligiuskerk in Terdonk dateert uit de tweede helft van de jaren 70.
De gotische Kapel van Teneikenen in de buurtschap Teneikenen is toegewijd aan Onze-Lieve-Vrouw. Ze is gebouwd in meerdere fases tussen 1483 en 1550 en omstreeks 1900 uitgebreid met een zijportaal en sacristie. De kapel werd volledig gerestaureerd in 1980 en is samen met het bijbehorend tuintje een beschermd dorpsgezicht sinds 1974. De plaats was vroeger een bedevaartsoord. Het vereerde beeld verdween in 1567 tijdens de Beeldenstorm. Het huidige beeld dateert uit 1975 en is van Oostenrijkse makelij.
In Zonhoven staan een tiental veldkapelletjes. De bekendste daarvan is de achthoekige Kapel van de Heuven, gebouwd in 1790 en toegewijd aan Onze-Lieve-Vrouw. De kapel is na voltooiing van de Sint-Quintinuskerk gebouwd als aandenken aan de misvieringen die in de noodkerk in het gehucht Heuven werden opgedragen. In 1950 waren er plannen om de kapel over te brengen naar het openluchtmuseum van het Provinciaal Domein Bokrijk, maar na verzet van de buurtbewoners werd van het plan afgezien. De kapel en haar omgeving zijn in 1978 als monument en beschermd dorpsgezicht beschermd.
Overige bezienswaardigheden
Het oud-gemeentehuis van Zonhoven ligt naast de Sint-Quintinuskerk in het dorpscentrum. Het classicistische gebouw heeft een dubbele bordestrap en driehoekig fronton met als reliëfversiering een vergulde zon en het jaartal 1788 en eronder een uurwerk. Naast gemeentehuis functioneerde het ook als schoolgebouw, gevangenis en politiecommissariaat. In 1949 is de voorgevel van het gemeentehuis, tezamen met die van de kerk, beschermd als monument. Begin jaren 60 werd het gebouw uitgebreid met een linkervleugel in dezelfde classicistische stijl. In 1973 verhuisden de gemeentelijke administratieve diensten naar het nieuwe, ruimere gemeentehuis dat erachter is gebouwd. Het volledige oud-gemeentehuis is in 1983 beschermd en eind jaren 90 gerestaureerd. Het gebouw fungeerde nadien als bibliotheek, maar doet nu dienst als bezoekerscentrum, toeristisch informatiekantoor, tentoonstellingsruimte en centrum van de heemkundige kring.
Het huis De Franse Kroon is een classicistisch gebouw dat is opgetrokken in 1782. De naam is afkomstig van de kroon die zich bevindt in het bovenlicht van de deur van het huis. Tijdens de Franse Revolutie vestigde de Franse hoofdwacht zich hier. Ze hielden er priester-dichter Pieter Daniëls gevangen in 1799, maar schoten hem tijdens een ontsnappingspoging neer. In 1833 sloten België en Nederland hier het Verdrag van Zonhoven af. Het huis deed nadien dienst als herberg, maar is nu een woning. De Franse Kroon is sinds 1987 beschermd als monument. De omgeving ervan is een beschermd dorpsgezicht.
De Holsteen is de verzamelnaam van de acht grote zandstenen uit de prehistorie aan de rand van de Teut. Jagers uit het neolithicum gebruikten de meest noordelijke steen om stenen en benen messen en pijlen te polijsten en slijpen. Later kwamen de stenen onder het zand te liggen, maar de stenen werden eind 19e eeuw opnieuw ontdekt. De polijststeen werd pas in 1922 ontdekt. Deze steen is de enige vaste prehistorische polijststeen van Vlaanderen. Het terrein is een beschermd landschap sinds 1967.
Andere bezienswaardigheden:
- De Vrankenschans is een 17e-eeuwse schans waarvan de aarden wal en het omliggende grachtensysteem bewaard gebleven zijn. De schans is beschermd sinds 1981.[31]
- De Paalsteen is een arduinen grenspaal in 1666 geplaatst door Maximiliaan Hendrik van Beieren naar aanleiding van de grenstwisten tussen Zonhoven en Hasselt. De paal is een van de drie overgebleven exemplaren, maar staat als enige nog op zijn oorspronkelijke plaats.[20]
- Zonhoven kent twee bewaard gebleven watermolens: de Bookmolen en een naamloze korenmolen, beide op de Roosterbeek. Verder is er de Rosmolen van De Hoev, een replica uit 2014 van een rosmolen.

Ten slotte bevinden zich in Zonhoven enkele monumenten, standbeelden en andere publieke kunstwerken waaronder een oorlogsmonument en een kiosk op het Kerkplein en standbeelden gewijd verdienstelijke inwoners.

### Evenementen
In Zonhoven worden jaarlijks diverse evenementen en festiviteiten georganiseerd. Hiertoe behoren het jaarlijkse carnaval met een traditionele carnavalsstoet op de zondag voor de start van de vasten. De grootste carnavalsvereniging van Zonhoven is De Zonneridders. Vijfmaal per jaar organiseert de gemeente een kermis in de verschillende parochies en jaarlijks vinden een braderie, jaarmarkt, kerstmarkt, kroegentocht en rommelmarkt plaats. Op pinkstermaandag vindt het evenement Tuning Treffen plaats, een tentoonstelling van getunede auto's in de straten van het dorpscentrum. In augustus organiseert Zonhoven een zitmaaierrace.
Verder kent Zonhoven enkele evenementen die uniek zijn aan de gemeente. Het vuurfestival Hololool keert jaarlijks terug op 11 november. Dit feest is de Zonhovense variant van het Sint-Maartensfeest. Men steekt een grote vuurstapel aan waarrond talrijke eet- en drinkstandjes vertegenwoordigd zijn. Muziekgroepen, straatanimatie en een fakkeltocht zorgen voor de nodige sfeer en gezelligheid. Zonhovenaren vieren Hololool op twee plaatsen in de gemeente: in het park Den Dijk in het centrum en achter de Kapel van Teneikenen in Teneikenen. Het evenement gaat gepaard met een vuurwerkspektakel. Een ander jaarlijks evenement is Zonhoven groet.... Bij dit kleine festival zet de gemeente een welbepaald land of streek in de kijker. Inwoners van Zonhoven kunnen zo proeven van en kennis maken met het land in kwestie door muziek, cultuur en gastronomie. Twee andere jaarlijks terugkerende zomerfestivals zijn Zonhoven Live en Zonhoven Trapt Door met lokale en nationale muziekartiesten in het centrum van Zonhoven.
Het grootste sportevenement dat jaarlijks plaats heeft in Zonhoven is de Cyclocross Zonhoven op de Teut. Deze veldrit is onderdeel van de Superprestige veldrijden. Tweejaarlijks organiseert men in de maand september het Europees kampioenschap prehistorisch speerwerpen en boogschieten in de omgeving van De Holsteen. De deelnemers dienen gebruik te maken van zelfgemaakte speren en bogen.

### Culturele diensten
De grootste bibliotheek van Zonhoven ligt in het centrum. Daarnaast beschikt elk van de drie overige parochies over een kleinere bibliotheek, waarvan vooral de scholen gebruikmaken. In Termolen ligt het gemeenschapscentrum Tentakel. Hier worden cursussen, films, tentoonstellingen en voorstellingen en diverse activiteiten georganiseerd, maar het gebouw doet ook dienst als repetie- en vergaderruimte. Het gemeentelijk kunstonderwijs bevindt zich grotendeels in de Stedelijke Academie voor Schone Kunsten in Hasselt en het muziek- en woordonderwijs van Zonhoven wordt zowel in het Stedelijk Conservatorium voor Muziek, Woord en Dans in Hasselt als op diverse locaties in Zonhoven georganiseerd. De toeristische dienst van de gemeente Zonhoven bevindt zich in het oud-gemeentehuis.

### Parochies

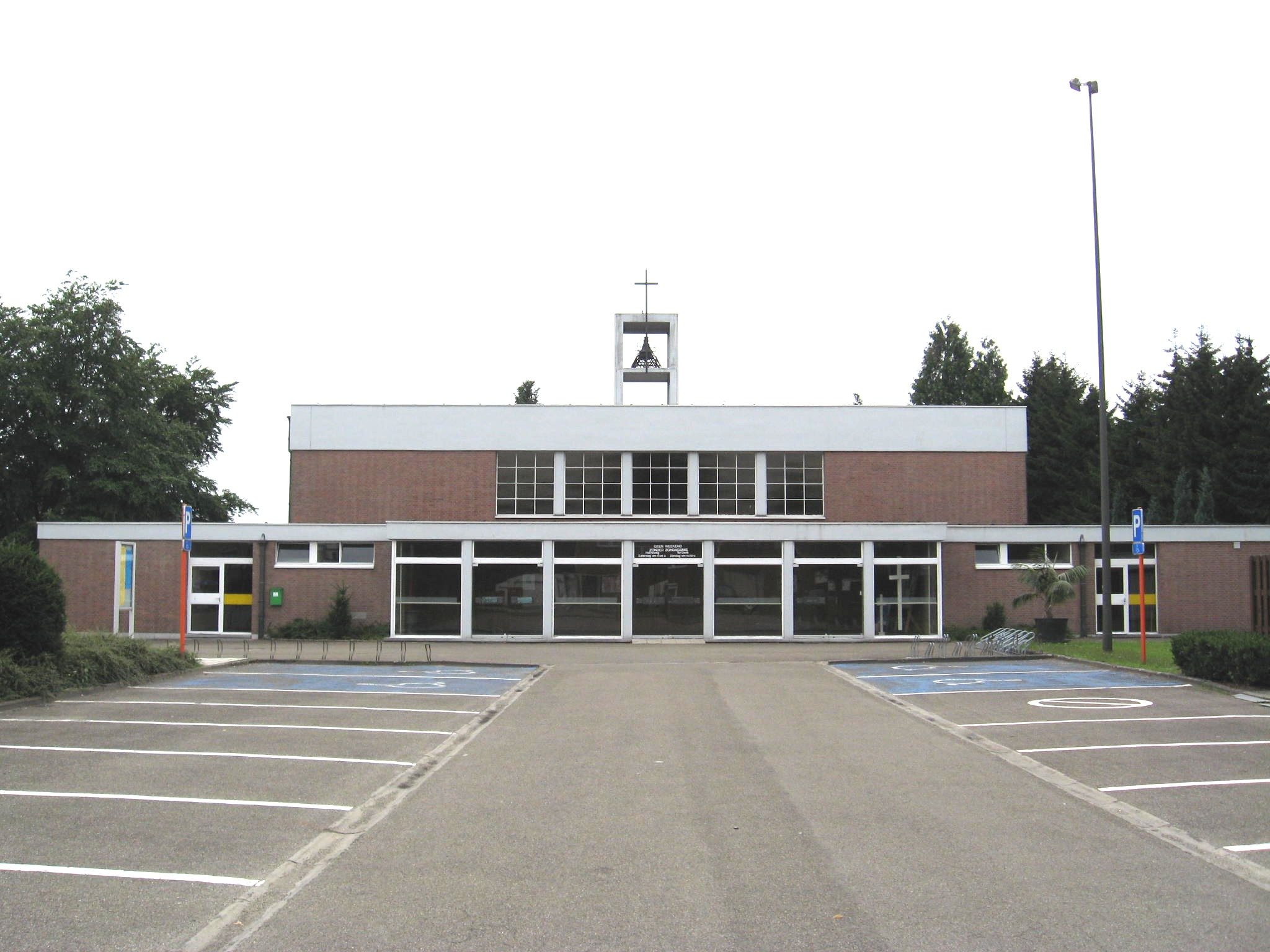
De Sint-Jozefskerk in Halveweg

Vanaf de 8e eeuw vormde Zonhoven een dochterparochie van Hasselt met een eigen bijkerk. Omwille van de grote afstand tussen beide plaatsen verkreeg Zonhoven het dooprecht. De patroonheilige is Sint-Quintinus, dezelfde als die van de Hasseltse hoofdkerk. Zonhoven werd een zelfstandige parochie in het begin van de 12e eeuw. De parochie viel onder de bescherming en invloed van de abdij van Herkenrode totdat de Fransen de abdij sloten in 1797. De pastoor van Zonhoven en de abdis van Herkenrode kregen ieder de helft van de tienden waardoor zij instonden voor het onderhoud en herstel van de Sint-Quintinuskerk (niet van de toren). De abdis van Herkenrode had het patronaatsrecht van de Hasseltse hoofdkerk en bijgevolg van haar filiaalkerk in Zonhoven. Zij kon daardoor een pastoor benoemen in Zonhoven. De invloed van Herkenrode is duidelijk te merken aan de Sint-Quintinuskerk. Boven de kerkingang staat immers het wapenschild van abdis Augustina van Hamme, met haar spreuk Regique Deoque (Voor Koning en God).
Tot diep in de 20e eeuw bestreek het grondgebied van de parochie Zonhoven de hele gemeente. Als gevolg van de forse bevolkingstoename in de 20e eeuw ontwikkelden zich drie nieuwe parochies: Halveweg in 1938, Termolen in 1950 en Terdonk in 1965. Zij hebben elk een parochiekerk. Tezamen vormen de vier parochies de kerkfederatie Zonhoven die op haar beurt onderdeel is van het dekenaat Hasselt en het bisdom Hasselt.

### Dialect
Het dialect dat Zonhovenaren spreken wordt Zonhovens genoemd. Het behoort tot de West-Limburgse dialecten en staat onder sterke invloed van het Hasselts. Zonhovenaren spreken de plaatsnaam Zonhoven uit als /sōnəvə/.

## Economie
Zonhoven is vanwege zijn ligging uitgegroeid tot een verstedelijkte randgemeente van de bipool Hasselt-Genk. Per 1 januari 2016 telde de gemeente Zonhoven 1845 belastingplichtige ondernemingen die vooral werkzaam zijn in de dienstensector zoals winkels, horeca, zakelijke dienstverleners en publieke instellingen. Verder is Zonhoven een lokaal verzorgingscentrum met handel, scholen, een cultureel centrum en een grote evenementenhal.
Voor de Tweede Wereldoorlog en de komst van diverse bedrijven gebruikten Zonhovenaren hun gronden vrijwel uitsluitend voor landbouw, maar deze is zo goed als verdwenen uit Zonhoven. Er zijn hooguit een tiental gezinnen met landbouw als hoofdberoep. Ook toerisme is geen belangrijke bron van inkomsten in Zonhoven. Tussen 2007 en 2016 daalde het aantal overnachtingen met 14%. In 2016 lag het aantal overnachtingen op 14.063. Er zijn twee campings in de directe omgeving van natuurgebieden, op de Wijvenheide en op de Teut.

### Bedrijvigheid
Zonhoven is voornamelijk een woongemeente, maar kent sinds eind 19e eeuw industriële ontwikkeling in de metaalnijverheid en voedingsindustrie. Er vestigden zich onder meer een ijzermijn en enkele sigarenfabrieken in Zonhoven. De sigarenfabriek Peels was in het dorpscentrum gevestigd en aan het station Zonhoven opende in 1891 een vestiging van sigarenfabrikant Van Best. In de ijzermijn werd voornamelijk ijzeroer ontgonnen. In de eerste helft van 1870 alleen al werd er 18.000 ton ijzererts vanuit Zonhoven richting Duitsland afgevoerd, voornamelijk naar Neuss en Duisburg. De gemeente werd een belangrijke plaats voor de Vlaamse ijzerertswinning.
Ook in de 20e eeuw vestigden vele bedrijven zich in Zonhoven. Voorbeelden hiervan zijn rolluikenfabrikant Jeurcloo aan de Wijerstraat en booronderneming Foraky aan het station Zonhoven. Na de Tweede Wereldoorlog kwamen nieuwe Zonhovense ondernemingen terecht op bedrijventerrein De Waerde. Een uitzondering vormt zuivelproducent Lilac die in 1946 een fabriek opende aan de Genkerbaan. In de eerste helft van de 20e eeuw onderging Zonhoven niet enkel een industriële ontwikkeling, maar vonden vele inwoners ook werk in de pas geopende steenkoolmijnen in de buurgemeenten Houthalen, Zolder en Winterslag. Zonhoven groeide van een landbouwgemeente tot een mijnwerkersdorp.
Zonhoven is bekend om zijn commerciële visteelt en vele viskwekerijen. De vijvers liggen ten westen van Halveweg en Terdonk en maken deel uit van het Vijvergebied Midden-Limburg. Reeds sinds de 18e eeuw kweekt men zoetwatervissen in deze vijvers.
De gemeente telt twee bedrijventerreinen. Het oudste en grootste is De Waerde dat ten zuiden van de buurtschap Waard aan de rand van natuurgebied de Teut ligt. Het terrein telt meer dan zeventig kleine en middelgrote ondernemingen. Het tweede bedrijventerrein is de kmo-zone Molenheide die in 2010 ten oosten van Termolen opende. Hierop kunnen 24 ondernemingen terecht. Daarnaast zijn her en der nog enkele grote ondernemingen gevestigd, zoals drankenproducent Konings, zuivelproducent Limelco, koekjesproducent Narda en radiatorenfabrikant Radson.

### Winkels en markten
Het grootste deel van de winkels ligt aan de Dorpstraat, de Heuvenstraat en de Heuveneindeweg in het dorpscentrum in het midden van de gemeente. Er is een wekelijkse markt op en rond het Kerkplein op zondagochtend van 8u tot 13u. In de maand juni organiseert de gemeente doorgaans een braderie. In het voorjaar heeft tezamen met een kermis altijd een jaarmarkt plaats waaraan lokale handelaars deelnemen. In juni organiseert de gemeente een rommelmarkt en in de kerstperiode een kerstmarkt. Sinds de komst van een Albert Heijn-filiaal in 2016 zijn er zeven supermarktketens in Zonhoven gevestigd.

### Werk en inkomen
In 2014 bood de gemeente 7.057 arbeidsplaatsen en had een potentiële beroepsbevolking van 12.965 personen. De jobratio bedroeg bijgevolg 54,4%. De werkzaamheidsgraad van de Zonhovense bevolking bedroeg in datzelfde jaar 71,4%. Van de mannelijke bevolking was 75,5% werkzaam, bij de vrouwelijke bevolking was 67,3% werkzaam. In 2015 was 7,4% van de totale beroepsbevolking werkloos. Bij jongeren (-25) liep de werkloosheidsgraad op tot 18,6% tegenover 16,9% in Vlaanderen.
Het gemiddeld besteedbaar inkomen per huishouden bedroeg 31.841 euro in 2013, wat in de buurt ligt van het Vlaamse gemiddelde van 32.275 euro. Het gemiddeld besteedbaar inkomen per persoon met 52 weken inkomen bedroeg 17.807 euro, tegenover 18.163 euro voor heel Vlaanderen.

## Verkeer en vervoer

### Wegverkeer
Gewestwegen

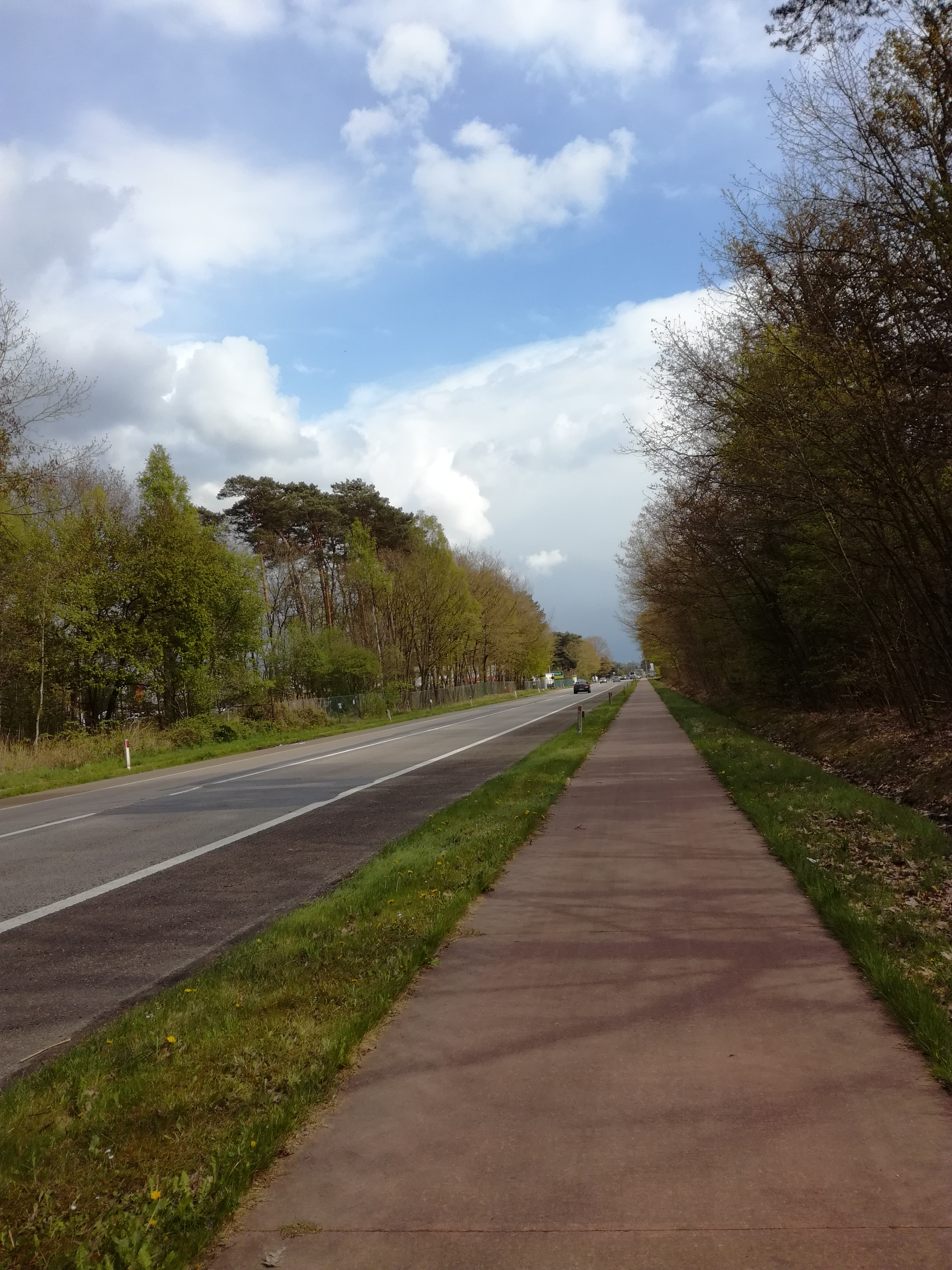
De N72 ter hoogte van Zonhoven

Vier gewestwegen met een totale lengte van 12 km lopen over het grondgebied van de gemeente Zonhoven. Hun routes zijn als volgt:
 naar Heusden-Zolder; aansluiting met 
 naar Hasselt en Nederlandse grens
 naar Houthalen-Helchteren; aansluiting met 
 naar Bokrijk (Genk) en Houthalen-Oost; aansluiting met 
De N74 snijdt de gemeente Zonhoven in twee delen. Deze gewestweg loopt van Hasselt tot aan de Nederlandse grens in het noorden. Hij staat bekend als de Limburgse Noord-Zuidverbinding. De gehuchten Halveweg en Terdonk liggen ten oosten van de weg en zijn zo van de rest van de gemeente afgesloten. Sinds de jaren 70 zijn meermaals plannen voorgesteld om het segment Helchteren-Zonhoven van de N74 tot autosnelweg om te bouwen. Deze plannen zijn nooit concreet uitgevoerd, maar sindsdien zijn verschillende werkzaamheden aan de N74 in Zonhoven uitgevoerd om het verkeer vlotter te laten verlopen. In het voorjaar van 2013 is ter hoogte van het kruispunt van de N74 met de Engstegenseweg in het centrum van Zonhoven een brug aangelegd waardoor het lokaal en het doorgaand verkeer elkaar niet kruisen. De brug is voorzien van geluidswanden, maar niet van fietspaden.
De N72 loopt van Zonhoven tot Leopoldsburg. De weg begint aan het kruispunt met de N74 in het zuiden van de gemeente, loopt door Terdonk en Halveweg en passeert spoorlijn 15. De weg gaat verder richting Zolder. Het gehucht Halveweg dankt tevens haar naam aan deze weg. In 2016 startten werkzaamheden aan het kruispunt van de N72 en de N74 in Zonhoven, ook wel bekend als de vertakking. Ruim een jaar later werden de werken voltooid.
De N715 is een gewestweg tussen Houthalen en Lommel. De weg begint echter op het grondgebied van Zonhoven bij het kruispunt van de N74 met de N715a. Deze laatste en de N715b vormen samen een verbindingsweg door het dorpscentrum van Zonhoven centraal in de gemeente. De route van deze twee wegen gaat over de Houthalenseweg, Dorpstraat, Heuvenstraat en Heuveneindeweg. Verder loopt de N726 over Zonhovens grondgebied. Deze weg verbindt Bokrijk met Houthalen-Oost en vormt voor een honderdtal meter de grens tussen Zonhoven en Genk.
Autosnelwegen
Zonhoven is vanuit het noorden bereikbaar via de A2-E314 Leuven-Aken. Afritten 29 en 30 van de autosnelweg bevinden zich op Zonhovens grondgebied. Langs deze autosnelweg is in Zonhoven een parking geopend richting Genk/Aken, niet ver van het natuurgebied Kolveren. In 2016 werd de parking heraangelegd en omgevormd tot een volwaardige verzorgingsplaats. In 2016 is aan de overzijde van de A2-E314 richting Leuven een verzorgingsplaats in Zolder geopend. Ten zuidwesten van Zonhoven, aan de andere zijde van de gemeentegrenzen met Hasselt en Heusden-Zolder en achter het Albertkanaal, loopt de A13-E313 Antwerpen-Luik.
Op 8 maart 2014 kwamen zeven jongeren uit Leopoldsburg om het leven toen zij met hun wagen inreden op een Duitse tankwagen op de E314 op het grondgebied van Zonhoven.

### Openbaar vervoer
Trein

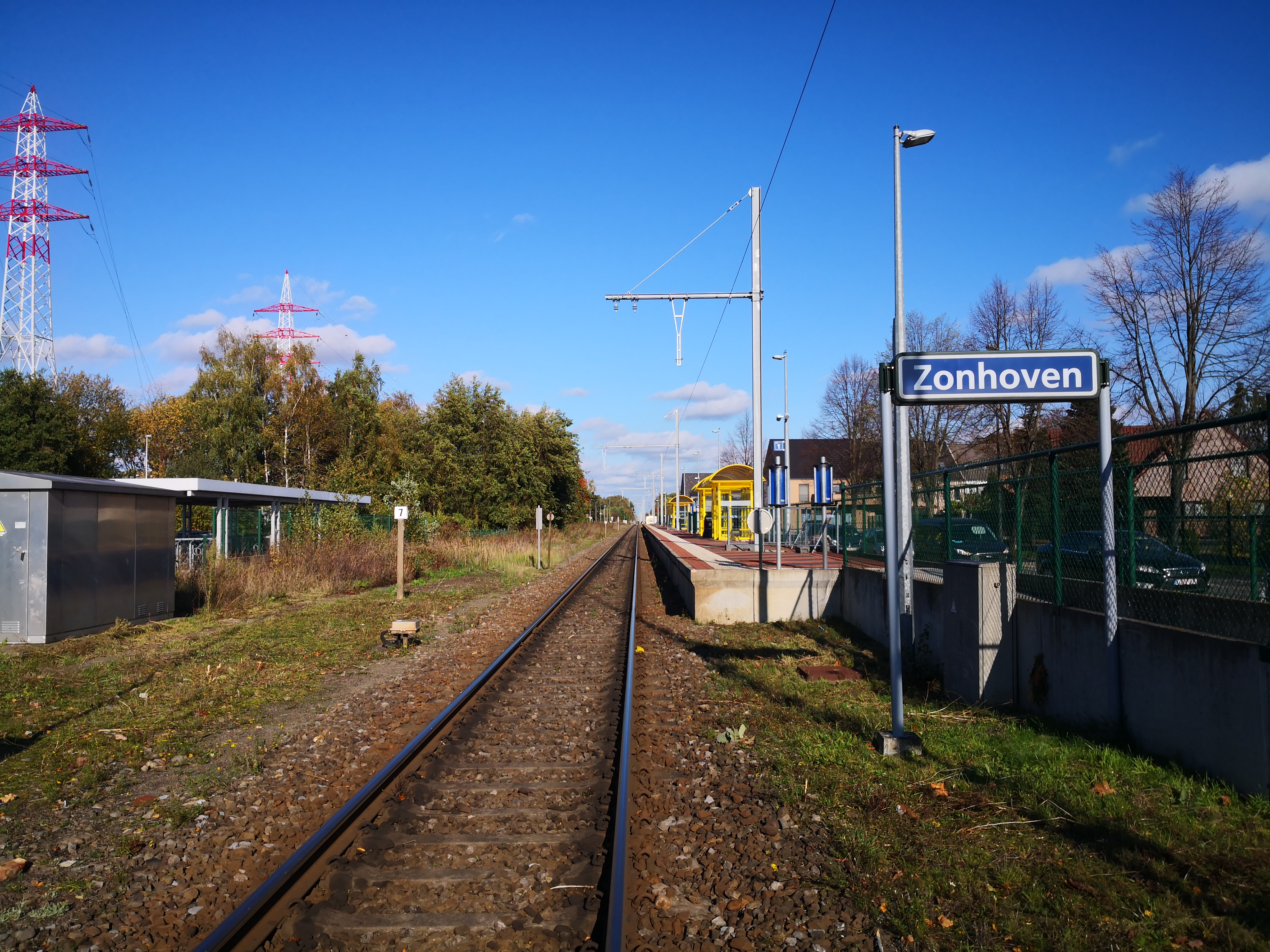
Het huidige station Zonhoven.

Zonhoven is sinds 1866 met de opening het station Zonhoven aangesloten op het Belgische spoorwegennet. Het stationsgebouw bevond zich in het gehucht Terdonk, ten oosten van het dorpscentrum. Oorspronkelijk lag het station zowel op de lijn Hasselt-Eindhoven als op spoorlijn 15 die Antwerpen en Hasselt verbindt. Het station verbond Zonhoven met de Kempische plaatsen Mol, Geel, Herentals, Lier en ten slotte Antwerpen, maar ook met de gemeenten in Noord-Limburg en Nederlands Limburg. André Dumont richtte in 1906 achter het stationsgebouw de booronderneming Foraky op. Dat bedrijf bestaat niet meer, maar anno 2018 is op deze locatie drankenproducent Konings gevestigd. In 1931 veranderde het station in een spoorweghalte, maar vanaf 1957 was deze stopplaats gesloten voor het reizigersverkeer. In de jaren 60 werd het station afgebroken en in 1970 de perrons.
De NMBS liet in 2009 een haalbaarheidsstudie uitvoeren om in Zonhoven opnieuw een spoorweghalte te openen. Hieruit bleek dat er voldoende reizigerspotentieel is. De spoorwegmaatschappij gaf aan Infrabel de opdracht om de benodigde infrastructuur te bestuderen. Het nieuwe station Zonhoven is op 9 december 2012 in Halveweg geopend. Op die dag stopte na 55 jaar terug een trein in Zonhoven. Aan het station bevindt zich een bijhorend parkeerterrein met fietsenstalling. Het station Zonhoven ligt op spoorlijn 15 en ligt ongeveer een halve kilometer ten noorden van de oude spoorweghalte.
In het verleden beschikte Zonhoven naast het station in Terdonk over twee andere spoorweghaltes. Tussen mei 1904 en 1922 lag het station Kolveren in de buurtschap Kolveren. Deze halte was gesloten tijdens de Eerste Wereldoorlog. Tussen 1937 en 1940 konden reizigers gebruik maken van het station Zonhoven-Badplaats. Deze laatste was een kleine spoorweghalte aan Sint-Pieter, een badplaats in natuurgebied de Platwijers en op dat moment de grootste van Limburg. Eerst verdween het station, vervolgens de badplaats.
Tram
In het verleden was Zonhoven bereikbaar per tram. In 1899 werd een stoomtramlijn aangelegd tussen Hasselt en Leopoldsburg via Beringen. Deze stopte, net zoals de trein, in het Zonhovense gehucht Terdonk. De Limburgsche Stoom Tramweg Maatschappij baatte deze tramlijn oorspronkelijk uit, maar na 1919 was de NMVB-afdeling Limburg verantwoordelijk voor de lijn. In 1932 werd de lijn geëlektrificeerd. De Duitse bezetter legde in Zonhoven tijdens de Tweede Wereldoorlog een tweede stoomtramlijn aan. Deze verbond Terdonk via het centrum van Zonhoven met de plaatsen Houthalen, Zolder, Heusden en Koersel. Na de oorlog werd ook deze lijn geëlektrificeerd vanwege de hoge nood aan steenkool. Beide lijnen zijn in mei 1955 opgeheven.
Bus
Zonhoven is bereikbaar met de bus via een tiental streeklijnen die geëxploiteerd worden door vervoermaatschappij De Lijn. Het merendeel van deze lijnen verbinden provinciehoofdstad Hasselt ten zuiden van Zonhoven met het noorden van Limburg. Verder beschikt Zonhoven over een belbusgebied.

### Vliegverkeer
Ten zuiden van het dorpscentrum ligt het Vliegveld Kiewit, het oudste van België (1909). Hoewel het vliegveld volledig op Hasselts grondgebied ligt, zijn de gronden – ten gevolge van middeleeuwse grenstwisten – eigendom van de gemeente Zonhoven. Zonhoven heeft de gronden in erfpacht gegeven aan de motorvliegclub vzw Aero Kiewit. De huidige erfpachtovereenkomst loopt tot 2045.

### Fietsen

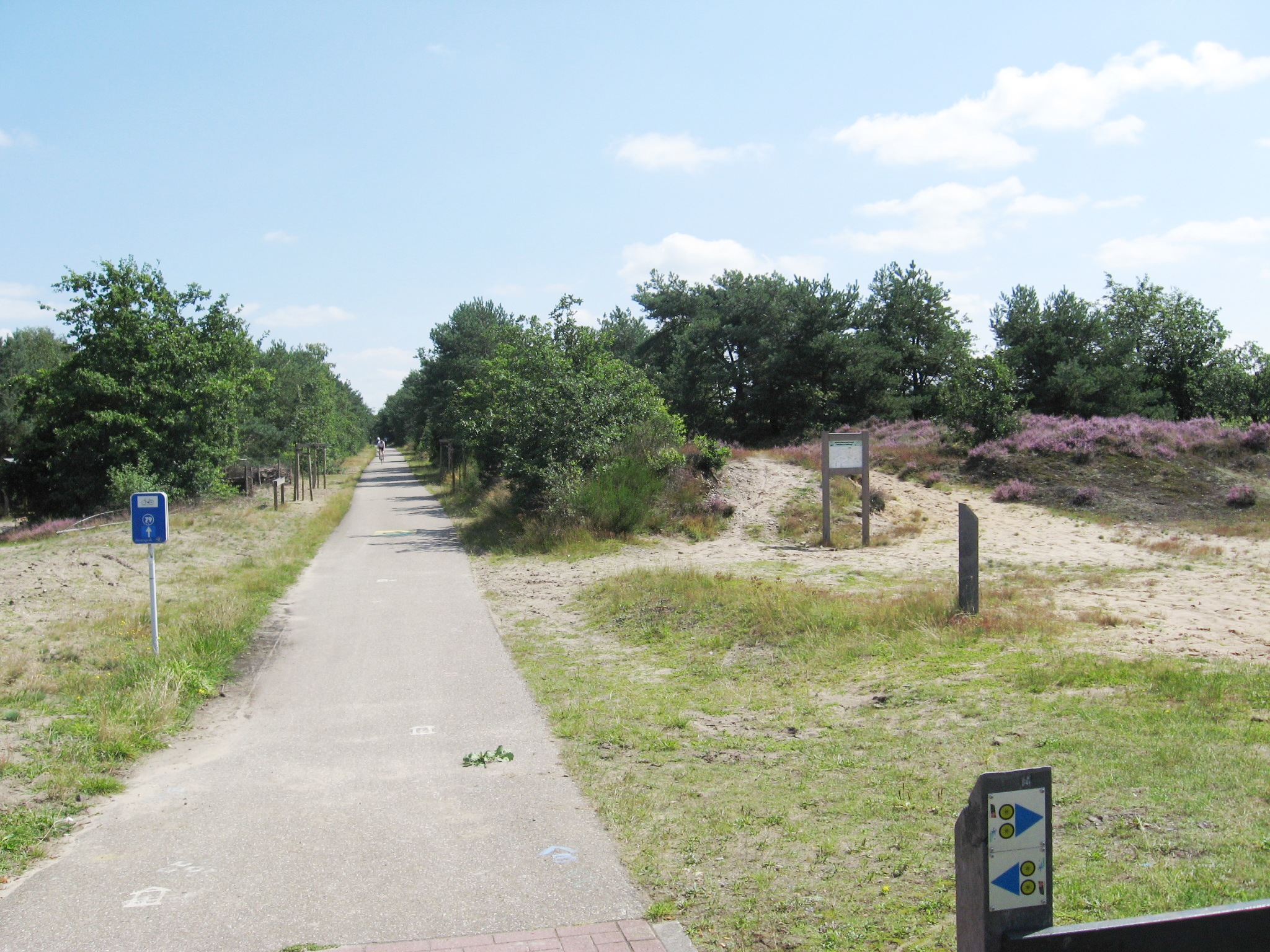
Oud kolenspoor op de Teut

Het Limburgs fietsroutenetwerk doorkruist de gemeente Zonhoven. Het oude kolenspoor op de Teut maakt sinds een aantal jaar deel uit van het fietsroutenetwerk door Limburg. De Schansenroute is er uitgestippelde fietstocht binnen Zonhoven van 45 km. Deze route komt voorbij enkele Zonhovense bezienswaardigheden en wordt ook wel de "klassieke kerktorenroute" genoemd. De start- en aankomstplaats liggen immers bij de Sint-Quintinuskerk in het dorpscentrum. De Midden-Limburgroute is een andere uitgestippelde fietsroute van 35,5 km die door verschillende Zonhovense natuurgebieden loopt, maar ook door buurgemeente Hasselt. De Heidevennenroute, die begint en eindigt in Houthalen-Helchteren, loopt ongeveer 10 km op Zonhovens grondgebied.
Verder heeft men een mountainbikeroute, de Heideroute, uitgestippeld. Deze is verbonden met bestaande routes in Genk, Heusden-Zolder en Houthalen-Helchteren. Het geheel van lussen en inrijroutes is permanent bewegwijzerd en van start- connectieborden voorzien. De route heeft vijf startplaatsen, waarvan vier in Zonhoven. In de gehele gemeente is voor 136 km mountainbikepaden uitgestippeld.

## Onderwijs
De gemeente telt zes basisscholen. Elk van de vier parochies is voorzien van kleuter- en lager onderwijs: De Horizon in Terdonk, De Lettermolen in Termolen, De St@rtbaan in Halveweg en De Zonnewijzer in het centrum. Daarnaast vertegenwoordigen basisschool Kosmos en Freinetschool De Toverfluit het gemeenschapsonderwijs met elk een kleuter- en lagere school. Zij bevinden zich eveneens in het centrum. Ook in het centrum van Zonhoven ligt kleuterschool De Kleurdoos.
In Zonhoven kan men secundair onderwijs volgen aan twee scholen: de Vrije Middenschool (eerste graad) en het Sint-Jan Berchmansinstituut (tweede en derde graad). De scholen werken nauw samen als zusterscholen. Ze liggen in het centrum op wandelafstand van elkaar en behoren tot de Scholengemeenschap Sint-Quintinus. Ongeveer 1.000 leerlingen volgen er onderwijs.

## Sport
De gemeente kent vier amateurvoetbalverenigingen die alle in de provinciale afdelingen spelen: Flandria Termolen, FC Melosport Zonhoven, KFC Halveweg Zonhoven en Zonhoven VV. Deze laatste speelde in de jaren 70 drie seizoenen in de Derde klasse. Naast deze vier bij de KBVB aangesloten clubs spelen in Zonhoven nog andere amateurploegen waaronder Tuinwijk VV, Weerstand Zonhoven en FC Wanhoop. Zonhoven is in de voetbalwereld vooral bekend om zijn damesvoetbalploegen. DV Zonhoven speelde op landelijk niveau lange tijd in de Tweede Klasse, totdat ze in 2012 met DV Lanaken fuseerden tot DVL Zonhoven. De fusieclub vestigde zich in 2015 in Genk onder de naam Ladies Genk. Anno 2018 speelt de club in de Super League, de hoogste vrouwenvoetbalafdeling.
In Zonhoven zijn diverse sportfaciliteiten te vinden. De grootste is openluchtsportcentrum Basvelden waar onder andere voetbalclub Zonhoven VV, ruiterclub Zonnehoef, de Zonhovense Atletiek Club, tennisclub TC Basveld en honk- en softbalclub Sunville Tigers onderdak voiden. Deze laatste club is actief op het hoogste niveau in België. Op de Basvelden bevinden zich zeven voetbalvelden, acht tennisvelden met tennishal, enkele beachvolleybalterreinen, twee honkbalvelden, een manege met overdekte rijpiste, een skate- en bmpx-park, twee basketbalvelden, een atletiekbaan, een petanquebaan en een Finse piste van 2.700 meter. In Halveweg is ook een openluchtsportcentrum met voetbal- en tennisvelden beschikbaar voor sportverenigingen. De grootste indoorsportaccommodatie in Zonhoven is evenementenhal Den Dijk in het dorpscentrum. Onder meer volleybalclubs Topsport Davozon (dames) en VC Helios (heren) spelen daar hun thuiswedstrijden. Deze laatste ploeg speelde lange tijd in de Liga B. Naast deze evenementenhal liggen verder een sporthal in Terdonk en een sporthal bij basisschool Windekind in het centrum. Turnkring Olympia is actief in alle sporthallen van de gemeente.
In 1966 is in Zonhoven de eerste Belgische wandelvereniging opgericht, die de naam O.K. 50 Zonhoven draagt.
Andere sporen die in Zonhoven in het verleden meer beoefend werden zijn karabijnschieten, kleiduifschieten, motorsport en wielrennen.
Bekende sporters afkomstig uit Zonhoven zijn atleten Rik Ceulemans en Marleen Renders, mountainbiker Roel Paulissen en voetballer Roger Nilis. Deze laatste is de vader van profvoetballer Luc Nilis, die bij de jeugdploegen van KFC Halveweg actief was.

### Cyclocross Zonhoven
De Cyclocross Zonhoven of de GP Telenet is een veldrit die traditioneel gezien in en rond de put of de kuil op natuurgebied Teut verreden wordt. Sinds 2010 behoort de veldrit tot de Superprestige veldrijden met als gevolg dat vele veldrijders uit de wereldtop in Zonhoven aan de start verschijnen. De wedstrijd is voor het eerst verreden in 1958 en werd jaarlijks georganiseerd tot in 1966 een einde kwam aan de veldrit. In 2005 is de wedstrijd nieuw leven ingeblazen en sinds 2011 is er ook een editie voor vrouwen. Sven Nys is met vijf zeges de recordhouder bij de mannen. Sanne Cant won reeds viermaal bij de vrouwen.

## Politiek en bestuur

### Structuur
Zonhoven ligt in het kieskanton Hasselt (dat overeenkomt met het provinciedistrict Hasselt) en het kiesarrondissement Hasselt-Tongeren-Maaseik (dat identiek is aan de kieskring Limburg). Voorts hoort Zonhoven bij het gerechtelijk arrondissement Limburg, het bestuurlijk arrondissement Hasselt en het gerechtelijk kanton Houthalen-Helchteren.
| Zonhoven         | Zonhoven         | Supranationaal         | Nationaal                         | Nationaal          | Gemeenschap       | Gewest            | Provincie         | Arrondissement           | Provinciedistrict | Kanton          | Gemeente        |
| ---------------- | ---------------- | ---------------------- | --------------------------------- | ------------------ | ----------------- | ----------------- | ----------------- | ------------------------ | ----------------- | --------------- | --------------- |
| Administratief   | Niveau           | Europese Unie          | België                            | België             | Vlaanderen        | Vlaanderen        | Limburg           | Hasselt                  | Hasselt           | Hasselt         | Zonhoven        |
| Administratief   | Bestuur          | Europese Commissie     | Belgische regering                | Belgische regering | Vlaamse regering  | Vlaamse regering  | Deputatie         | Deputatie                | Deputatie         | Deputatie       | Gemeentebestuur |
| Administratief   | Raad             | Europees Parlement     | Kamer van volksvertegenwoordigers | Vlaams Parlement   | Vlaams Parlement  | Vlaams Parlement  | Provincieraad     | Provincieraad            | Provincieraad     | Provincieraad   | Gemeenteraad    |
| Kiesomschrijving | Kiesomschrijving | Nederlands Kiescollege | Kieskring Limburg                 | Kieskring Limburg  | Kieskring Limburg | Kieskring Limburg | Kieskring Limburg | Hasselt-Tongeren-Maaseik | Hasselt           | Hasselt         | Zonhoven        |
| Verkiezing       | Verkiezing       | Europese               | Federale                          | Federale           | Vlaamse           | Vlaamse           | Provincieraads-   | Provincieraads-          | Provincieraads-   | Provincieraads- | Gemeenteraads-  |

### Gemeentebestuur

#### College van burgemeester en schepenen
Het college van burgemeester en schepenen van Zonhoven telt een burgemeester en zeven schepenen. Voor de periode 2013-2018 wordt het schepencollege gevormd door een samenwerking tussen Open Vld van burgemeester Johny De Raeve en CD&V van eerste schepen Kristien Smets. Beide partijen vormen een coalitie met de lokale partij Voluit Zonhoven. Deze heeft één zetel in het college en is vertegenwoordigd door Eric Vos.
Kristien Smets verving per 1 januari 2015 eerste schepen en partijgenoot Jef Hulsmans. Lieve Vandeput (CD&V) verving per 1 januari 2016 vijfde schepen Christine Bernaert (Open Vld). Tot 2016 vaardigde de CD&V slechts één schepen in het college van burgemeester en schepenen af, maar sindsdien is de partij met twee schepenen vertegenwoordigd in het college.
Vanaf 2019 heeft Open Vld de absolute meerderheid in de gemeenteraad en zijn alle schepenen van deze partij.
| Functie en bevoegdheden | Naam               | Partij | Partij   |
| --- | ------------------ | ------ | -------- |
| Burgemeester Algemeen beleid en organisatie, openbare veiligheid en orde, burgerzaken en begraafplaatsen, HR-beleid en communicatie                                                         | Bram De Raeve      |        | Open Vld |
| Eerste schepen Welzijn, economie, opvoeding, kinderopvang en onderwijs, vrijwilligersbeleid, thuisdiensten, gezondheid, senioren, ontwikkelingssamenwerking en gelijke kansen en e-inclusie | Frank Vandebeek    |        | Open Vld |
| Tweede schepen cultuur, bibliotheek en toerisme, erfgoed en evenementen | Johan Vanhoyland   |        | Open Vld |
| Derde schepen ruimtelijke planning, vergunningen, mobiliteit, woonbeleid, milieu en duurzaamheid                                                                                            | Frederick Vandeput |        | Open Vld |
| Vierde schepen financiën, kerkfabrieken, sport en jeugd | Wouter De Raeve    |        | Open Vld |
| Vijfde schepen gebouwen, wegen en openbaar domein, facilitair management en toegankelijkheid                                                                                                | Johan Schraepen    |        | Open Vld |
| Zesde schepen Sociale dienst, schuldhulpverlening en lokale economie | Ria Hendrikx       |        | Open Vld |
| |                    |        |          |
| Algemeen directeur | Bart Telen         |        |          |

#### Gemeenteraad
De huidige gemeenteraad is verkozen bij de gemeenteraadsverkiezingen van 14 oktober 2018. De Zonhovense gemeenteraad telt 27 zetels. De drie coalitiepartijen bezitten samen 16 van de 27 zetels in de gemeenteraad. De overige elf zetels zijn ingenomen door het kartel van sp.a-Groen met vijf zetels, N-VA met vier zetels en door de twee onafhankelijke gemeenteraadsleden Marc Bammens en Patrick Wissels die respectievelijk voor sp.a en Vlaams Belang verkozen zijn. De lokale partij Jong & Dynamisch haalde geen zetels.

#### Lokale partijen
De Zonhovense politiek wordt gekenmerkt door kartelvorming. De PVV en de VU kwamen in 1976 en 1982 samen op onder de kieslijst KARTEL. In 1994 kwam de VU dan weer samen op met de CVP onder de kieslijst ZONEVE. Sinds 2006 komen sp.a en Groen op onder een gezamenlijk kartel.
Sinds 1982 is PVV/VLD/Open Vld de grootste partij in Zonhoven. In 1988 besloten de andere partijen in de gemeenteraad – de CVP, de VU en de SP – samen te werken en een coalitie te vormen tegen de liberalen van de PVV. In 1994 en 2000 behaalde VLD een absolute meerderheid in de Zonhovense gemeenteraad. Sinds 2006 bestond het politiek bestuur van Zonhoven uit een coalitie van de VLD, die haar absolute meerderheid dat jaar verloor, en de CD&V. Sinds 1 januari 2008 is Johny De Raeve (VLD) burgemeester van Zonhoven nadat Marilou Vanden Poel-Welkenhuysen na de gemeenteraadsverkiezingen van 2006 nog één jaar burgemeester was. In 2012 werd Open Vld andermaal de grootste partij in Zonhoven.
Bij de gemeenteraadsverkiezingen van 2012 deden voor het eerst twee lokale partijen mee. Jong & Dynamisch behaalde geen zetels. De partij is opgericht door Olivier Goessens en legt nadruk op aandacht voor jeugd. De kandidaten die voor deze partij opkwamen, waren alle onder de leeftijd van 26 jaar. Een andere lokale partij, Voluit Zonhoven, stapte onder leiding van Eric Vos mee in de coalitie tussen Open Vld en CD&V en heeft één zetel in de gemeenteraad. In oktober 2017 maakte Open Vld bekend dat schepen Eric Vos overstapt naar de partij en Voluit Zonhoven verlaat. Twee jaar voordien stapte meer dan de helft van leden van Voluit Zonhoven over naar PLUZ, een nieuwe lokale partij in Zonhoven met als voorzitter Bart Vanderstraeten.

#### Resultaten gemeenteraadsverkiezingen sinds 1976
| Partij of kartel     | Partij of kartel                                    | 10-10-1976 | 10-10-1976 | 10-10-1982 | 10-10-1982 | 9-10-1988 | 9-10-1988 | 9-10-1994 | 9-10-1994 | 8-10-2000 | 8-10-2000 | 8-10-2006 | 8-10-2006 | 14-10-2012 | 14-10-2012 | 14-10-2018 | 14-10-2018 | 13-10-2024 | 13-10-2024 |
| Stemmen / Zetels     | Stemmen / Zetels                                    | %          | 23         | %          | 25         | %         | 25        | %         | 25        | %         | 25        | %         | 25        | %          | 27         | %          | 27         | %          | 27         |
| -------------------- | --------------------------------------------------- | ---------- | ---------- | ---------- | ---------- | --------- | --------- | --------- | --------- | --------- | --------- | --------- | --------- | ---------- | ---------- | ---------- | ---------- | ---------- | ---------- |
|                      | KARTELA/ PVV1/ VLD2/ Open Vld3                      | 38,99A     | 9          | 44,79A     | 12         | 37,431    | 11        | 48,362    | 15        | 47,62     | 14        | 38,682    | 10        | 33,383     | 11         | 42,93      | 14         | 47,23      | 16         |
|                      | KARTELA / VU1 / ZONEVEB / N-VA2                     | 38,99A     | 9          | 44,79A     | 12         | 14,41     | 3         | 21,05B    | 6         | -         |           | -         |           | 19,272     | 5          | 16,22      | 4          | 18,22      | 5          |
|                      | CVP1 / ZONEVEB / CD&V2 / CD&V-GroenD/ cd&v connect3 | 44,231     | 11         | 31,31      | 8          | 22,531    | 6         | 21,05B    | 6         | 17,291    | 4         | 19,822    | 5         | 11,052     | 3          | 17,0D      | 4          | 7,83       | 1          |
|                      | Agalev1 / sp.a-GroenC / CD&V-GroenD                 | -          |            | -          |            | 4,221     | 0         | 5,151     | 0         | 5,471     | 0         | 26,96C    | 7         | 20,76C     | 6          | 17,0D      | 4          | -          |            |
|                      | SP1/ sp.a-GroenC/ Zonshoven2/ Vooruit3              | 15,851     | 3          | 23,911     | 5          | 21,411    | 5         | 15,71     | 4         | 20,191    | 5         | 26,96C    | 7         | 20,76C     | 6          | 14,12      | 3          | 12,33      | 3          |
|                      | Vlaams Blok1/ Vlaams Belang2                        | -          |            | -          |            | -         |           | 5,681     | 0         | 9,451     | 2         | 14,532    | 3         | 6,572      | 1          | 9,82       | 2          | 9,92       | 2          |
|                      | Voluit Zonhoven                                     | -          |            | -          |            | -         |           | -         |           | -         |           | -         |           | 6,63       | 1          | -          |            | -          |            |
|                      | Anderen(*)                                          | 0,93       | 0          | -          |            | -         |           | 4,04      | 0         | -         |           | -         |           | 2,33       | 0          | -          |            | 4,6        | 0          |
| Totaal stemmen       | Totaal stemmen                                      | 9524       | 9524       | 10840      | 10840      | 11948     | 11948     | 12762     | 12762     | 13677     | 13677     | 14781     | 14781     | 15107      | 15107      | 15544      | 15544      | 11019      | 11019      |
| Opkomst %            | Opkomst %                                           |            |            |            |            | 96,83     | 96,83     | 95,83     | 95,83     | 94,74     | 94,74     | 95,73     | 95,73     | 92,73      | 92,73      | 93,7       | 93,7       | 64,3       | 64,3       |
| Blanco en ongeldig % | Blanco en ongeldig %                                | 3,08       | 3,08       | 5,65       | 5,65       | 4,48      | 4,48      | 3,78      | 3,78      | 4,79      | 4,79      | 4,25      | 4,25      | 3,50       | 3,50       | 4,6        | 4,6        | 0,5        | 0,5        |

4,6De zetels van de gevormde meerderheid staan vetjes afgedrukt. De grootste partij staat in kleur.
De rode cijfers naast de gegevens duiden aan onder welke naam de partijen telkens bij een verkiezing opkwamen.
 (*) 1976: CSD (0,93%) / 1994: AOV (0,86%), Hét (2,31%), ZZZ (0,87%) / 2012: Jong & Dynamisch (2,33%) / 2024: PRO ZOnhoven (3,2%), CDA (1,4%)

### Zustergemeente
Zonhoven heeft één jumelage, met Gayndah in de Australische staat Queensland. Het samenwerkingsverband is vooral gefocust op toerisme. De jumelage ontstond na een ontmoeting tussen Zonhovenaar Godfried Vaes en Australiër Mike Goebel in Papoea-Nieuw-Guinea. De vriendschap werd hechter en op 13 maart 1989 is in Gayndah het vriendschapsverband bekendgemaakt. Op 7 juli dat jaar gebeurde deze bekendmaking in Zonhoven. Momenteel is Gayndah de enige plaats in Australië met een zustergemeente of partnerstad in België. In Gayndah is een park naar Zonhoven vernoemd.

### Wapen en vlag

Vlag van Zonhoven

Zonhoven gebruikte doorheen haar geschiedenis diverse wapens. Een eerste zegel dateert uit de eerst helft van de 15e eeuw en laat een aantal dwarsbalken zien met daarboven de patroonheilige Sint-Quintinus. Het tweede zegel toont de heilige en een kruis met in een schildhoek achttien blokjes. In 1558 werd Sint-Quintinus vervangen door een helm met helmteken. In 1593 werd een leeuw toegevoegd. Eind 18e eeuw werd het wapenschild van de adellijke familie De Villenfagne de Vogelsanck, op dat moment de lokale heren, op het wapen afgebeeld.
Op 6 februari 1822 verleende Willem I per koninklijk besluit het huidige gemeentewapen aan Zonhoven. Omdat het wapen ten tijde van het Verenigd Koninkrijk der Nederlanden is verleend, spreekt men van de rijkskleuren of de kleuren van Nassau: blauw en goud. Op 29 mei 1838 is het wapen een tweede maal aan Zonhoven toegekend. Ondanks voorstellen van de Vlaamse Heraldische Raad om het wapen aan te passen is het Nederlandse wapen nog altijd in gebruik. De blazoenering van het wapen luidt als volgt: "Van lazuur beladen met een zon van goud", oftewel "In lazuur een stralende zon van goud".

Wapen van Zonhoven

De vlag van Zonhoven is gelijk aan het gemeentewapen. Ze heeft een blauwe achtergrond waarop een zon met een gezicht afgebeeld is. De zon op de vlag verwijst echter niet naar de zon in haar betekenis van ster, maar naar de Son. Dat is afkomstig van Sonuwe, een oude benaming van de Zonderikbeek die door de gemeente stroomt. De vlag is bij ministerieel besluit op 4 januari 1995 aan Zonhoven toegekend.

## Bekende Zonhovenaren
- Matthijs Jacobs (1683-1748), kroniekschrijver en rentmeester
- Pieter Jan van Paesschen (1809-1887),  dirigent, componist en organist
- Nicetas Doumen (1876-1955) onderwijzer, auteur, dichter
- Alfons Jeurissen (1900-1969), politicus en ondernemer
- Luc Indestege (1901-1974), auteur
- Jos Vandeloo (1925-2015), auteur
- Alfons Saenen (1925-2016), politicus en burgemeester van Bonheiden
- Andries Welkenhuysen (1929-2020), historicus, latinist, mediëvist en hoogleraar
- Roger Nilis (1938-2011), voetballer
- Marilou Vanden Poel-Welkenhuysen (1941), voormalig parlementslid
- Wilfried Van Moer (1945-2021), voetballer
- Fred Bellefroid (1945-2022), beeldhouwer
- Leah Thys (1945), actrice
- Marie-Josée Bauwen (1951-2021), politicus en senator
- Chris Thys (1954), actrice
- Lieve Baeten (1954-2001), auteur en illustrator kinderboeken
- Johny De Raeve (1961), advocaat en politicus
- Luc Nilis (1967), voetballer
- Robin Ramaekers (1975), oorlogsjournalist
- Koen Buyse (1977), zanger en popmuzikant
- Tim Vanhamel (1977), muzikant en gitarist
- Rachid Tibari (1980), voetballer
- Charlotte Timmers (1988), actrice
- Elias Sierra (2001), voetballer